# Cappella Caracciolo del Sole
Die Cappella Caracciolo del Sole ist eine Renaissance-Kapelle in der Kirche San Giovanni a Carbonara in Neapel.

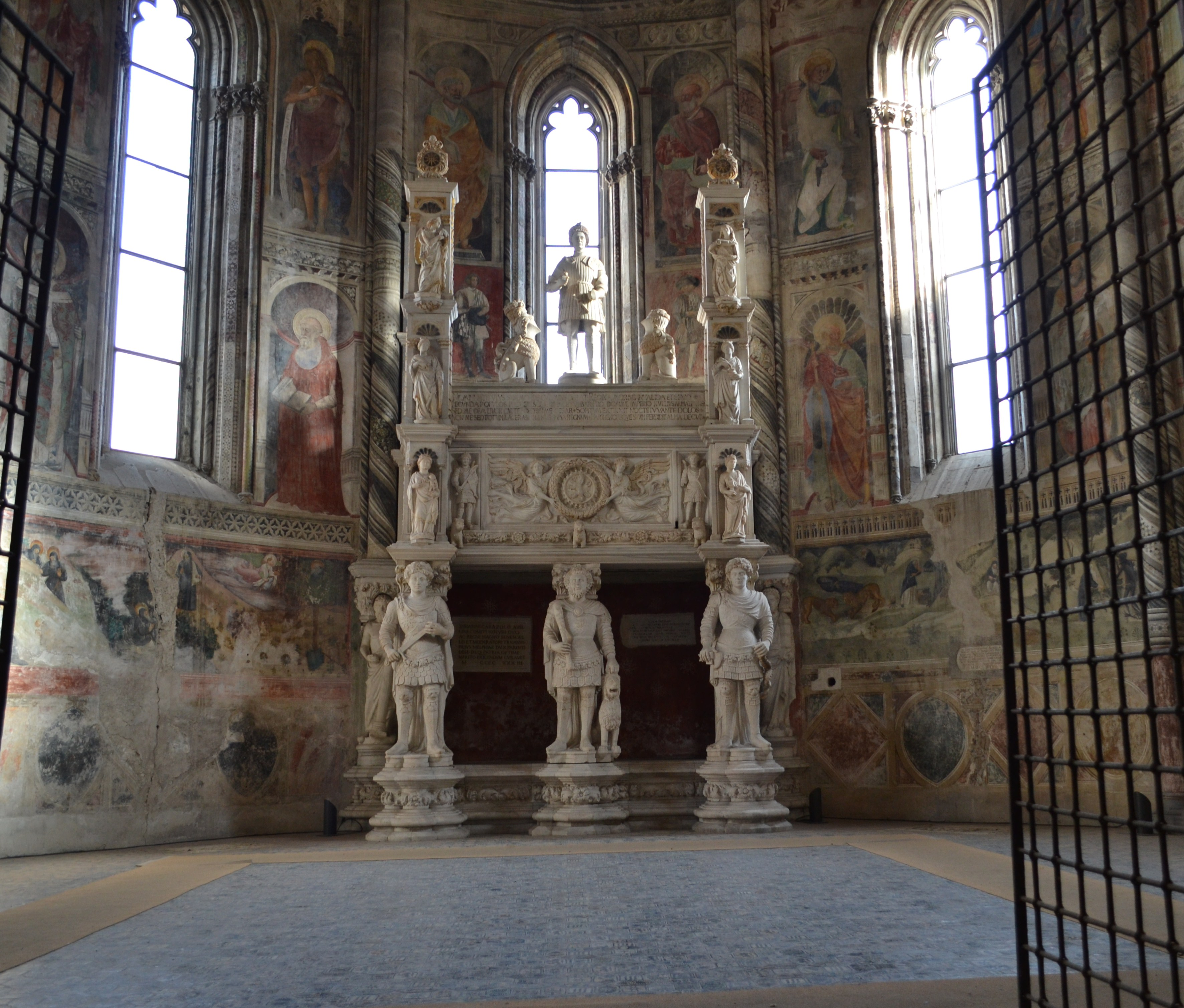
Innenraum der Kapelle

## Geschichte
Die Kapelle wurde im Jahr 1427 von Sergianni Caracciolo, dem Großen Seneschall des Königreichs Neapel und Liebhaber der Königin Johanna II: als Familienkapelle in Auftrag gegeben. Er wurde 1432 bei einer Palastverschwörung im Castel Capuano ermordet, der wahrscheinlich von der Königin in Auftrag gegeben worden war.
Einige Jahre nach seinem Tod, sicherlich nach 1441, gab sein Sohn Troiano das Grabdenkmal für die Hauptwand der Kapelle in Auftrag, in der die sterblichen Überreste Sergiannis beigesetzt werden sollten. Die Auftragserteilung durch Troiano ist jedoch nicht gesichert, da die Skulpturen von zwei verschiedenen Bildhauern ausgeführt wurden, chronologisch zuerst von einem Lombarden und dann von Andrea Ciccione aus Florenz. Diese Vermutung lässt es plausibel erscheinen, dass das Grabmal noch zu Lebzeiten Sergiannis und damit in seinem direkten Auftrag begonnen und erst einige Jahre nach seinem Tod, diesmal auf Veranlassung Troianos, vollendet wurde. Nach Troianos Tod, als dessen Söhne Giovanni und Giacomo noch minderjährig waren, ging der Raum in den Besitz von Marino Ascanio Caracciolo über (der ebenfalls in der Kapelle unter einem Grabstein auf dem Fußboden neben dem Denkmal des Sergianni begraben ist), der ihn um die Mitte des 15. Jahrhunderts verschönern ließ und neapolitanische Handwerker mit der Herstellung der Majolika-Fliesen des Fußbodens beauftragte.
Nach ihrer Errichtung wurde die Kapelle wahrscheinlich von den Augustinerpatres als Altarraum genutzt, bis sie im 16. Jahrhundert, als die Kapelle renoviert wurde, die Gottesdienste in die Somma-Kapelle an der Gegenfassade der Kirche verlegten.
Die Kuppel enthielt ursprünglich Fresken aus der zweiten Hälfte des 15. Jahrhunderts mit den Wappen der Familiezweiges der Sole in den Segeln. Nach dem Erdbeben von 1688 stürzte die Kapelle ein, wodurch die Dekorationselemente im Inneren verloren gingen. Die damaligen Besitzer der Kapelle, Francesco und Giovanni Caracciolo, waren gezwungen, mit der Restaurierung zu beginnen, die im Wesentlichen in der Errichtung einer neuen Kuppel bestand, diesmal mit Fresken von Putten und Engeln im Inneren und Majolikafliesen an der Außenseite.
Nachdem die Kuppel wahrscheinlich erneut eingestürzt war, wurde sie auf Veranlassung von Gaetano Caracciolo, der weitere Restaurierungsarbeiten im Inneren durchführte und 1753 vor dem Grab der Sergianni einen Marmoraltar im Barockstil errichtete, ohne Hinzufügung weiterer dekorativer Elemente wieder aufgerichtet.
Durch die Bombardierungen der Alliierten während des Zweiten Weltkriegs stürzte die Kuppel erneut ein. Sie wurde in der zweiten Hälfte des 20. Jahrhunderts wieder aufgebaut, allerdings in einer zur übrigen Architektur der Kapelle fast disharmonischen Weise; der Hochaltar wurde stattdessen an die Stirnwand der Kreuzkapelle in derselben Kirche versetzt.

## Beschreibung

### Grundriss
| Grundriss und Anordnung der Werke in der Kapelle: - ██ Mit geometrischen Motiven bemalter Sockel - ██ Geschichten aus dem Leben der Jungfrau (Leonardo da Besozzo) - ██ Geschichten der Einsiedler (Perinetto da Benevento) - ██ Heilige und Apostel (Antonio da Fabriano) - ██ Grabmal des Sergianni Caracciolo (Andrea da Firenze) | Grundriss und Anordnung der Werke |

### Innen
Die Kapelle hat einen achteckigem Grundriss und ein Gewölbe, das in acht Rippen unterteilt ist, die bis zu den Pfeilern des Bauwerks reichen.

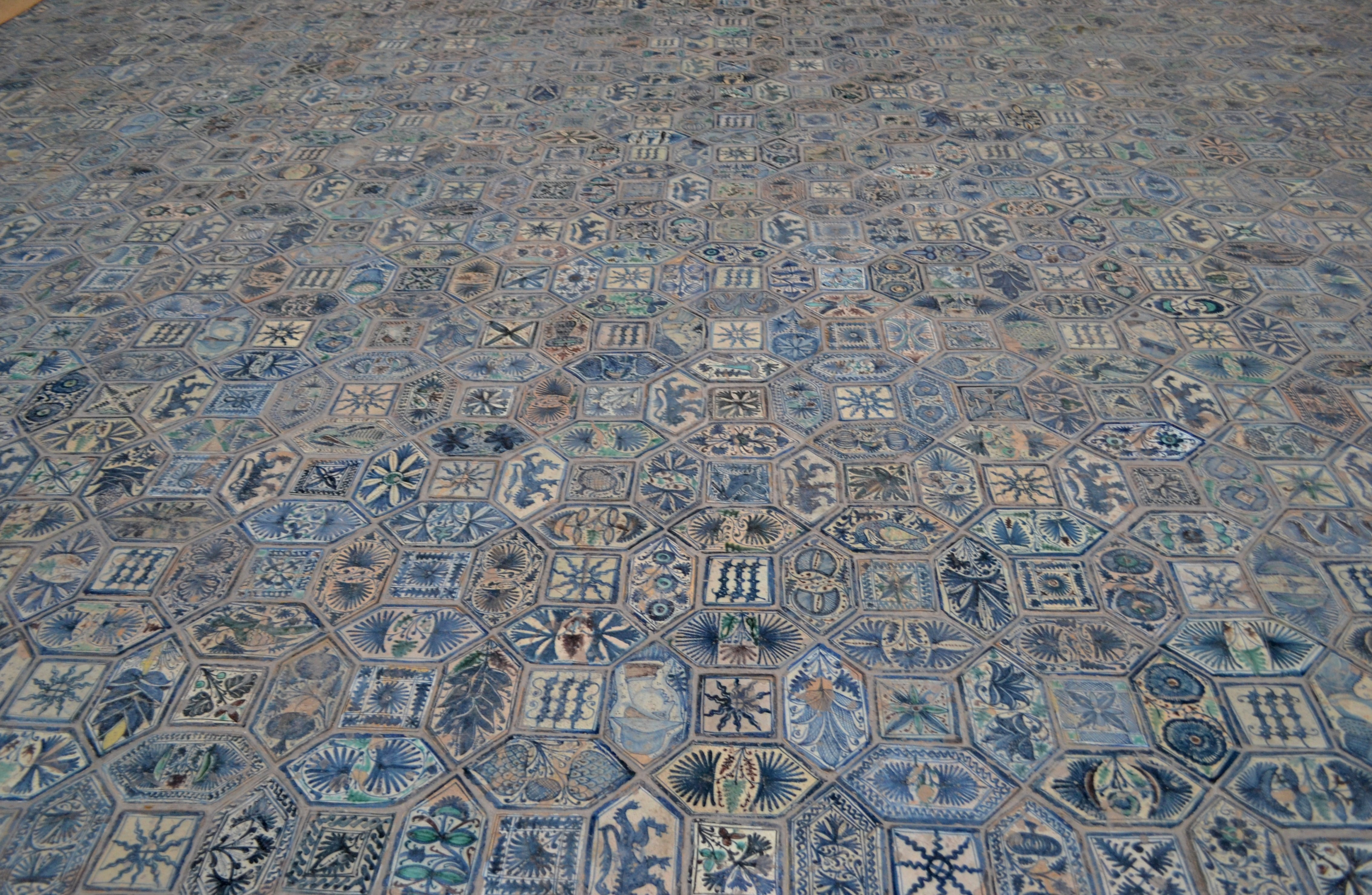
Detail des Maiolicabodens

Die mehrfach eingestürzte Kuppel weist im Inneren keinerlei künstlerische Ausschmückung auf. An der Außenseite hingegen sind an drei Seiten der Strebepfeiler Statuen von Sergianni Caracciolo, Moses und Elias aus der Mitte des 15. Jahrhunderts zu sehen, die von unbekannten Künstlern der neapolitanischen Schule stammen.
Der Majolikafußboden aus der Mitte des 15. Jahrhunderts weist ein abwechselndes Muster aus Rauten und sechseckigen Fliesen auf, das die achteckige Form der Kapelle wiedergibt. Die Kacheln sind mit Blumenmotiven, Tieren (Kaninchen, Hunde, Vögel) und Porträts von Männern und Frauen in zeitgenössischen Kostümen verziert. Als Hinweis auf den Auftraggeber, Marino Ascanio Caracciolo, ist in einige der Kacheln, die das Zentrum des Oktogons bilden, der Buchstabe „M“ eingraviert. Einige der Kacheln, die einst die Kapelle schmückten, befinden sich heute im British Museum in London. Zu beiden Seiten des Grabmals von Sergianni Caracciolo befinden sich auf dem Boden zwei Grabplatten, von denen eine die sterblichen Überreste von Marino Ascanio bedeckt, während die andere keine Inschrift trägt.

#### Grabmal von Sergianni Caracciolo
Von großer Bedeutung ist in der Kapelle das Grabmal von Sergianni Caracciolo, das sich an der Stirnwand der Kapelle befindet und nach Meinung einiger Kunsthistoriker unvollendet ist. Die Ausführung wird Andrea da Firenze zugeschrieben, der das von einem anderen, nicht näher identifizierten Künstler der lombardischen Schule begonnene Werk vollendete.

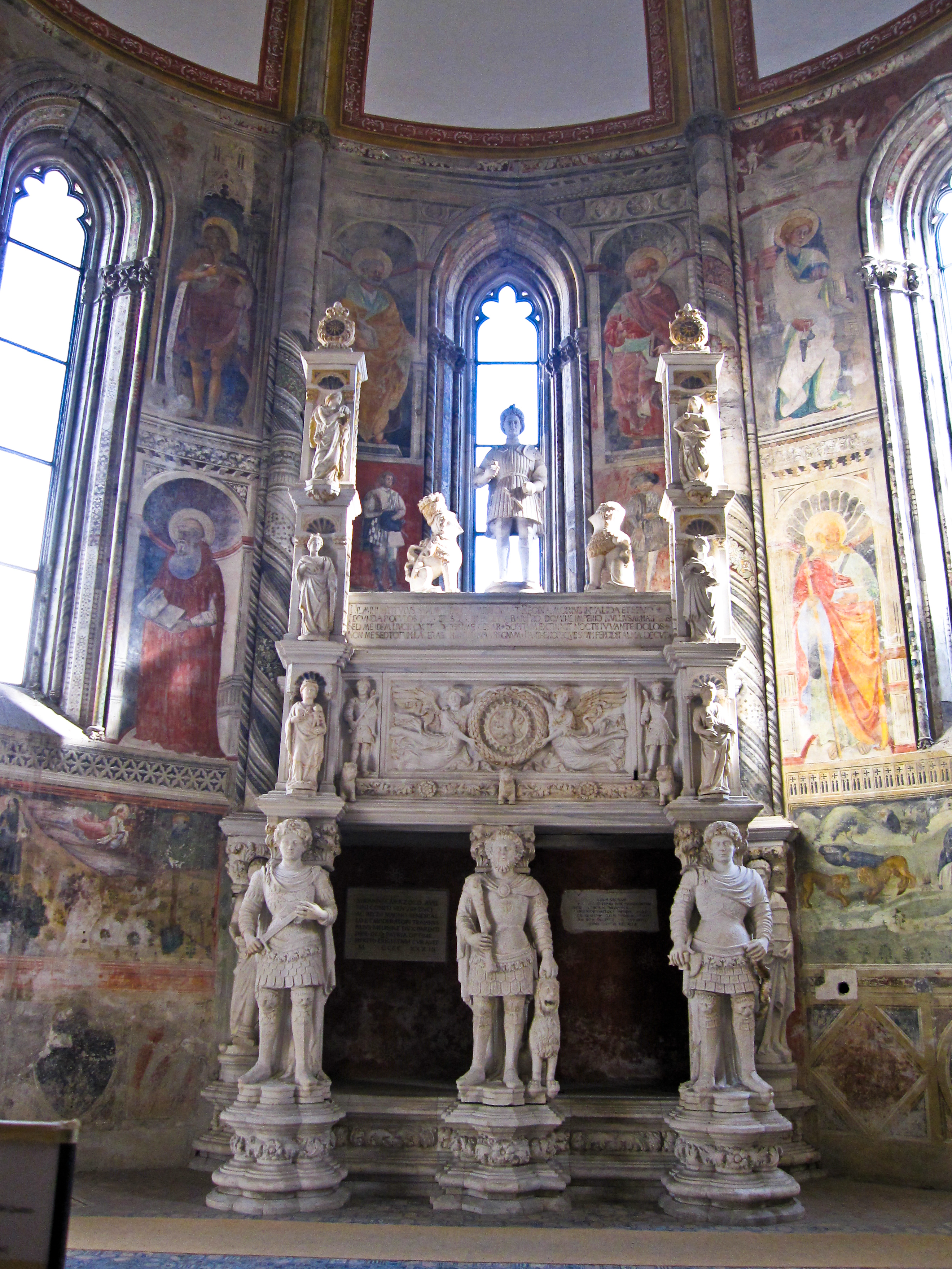
Grabmal von Sergianni Caracciolo

Das Werk gliedert sich in drei Ordnungen: Die erste besteht aus einem mit Blumenmotiven verzierten Marmorsockel, auf dem sich fünf Skulpturen bewaffneter Tugenden befinden (zwei im hinteren Teil an der Wand und drei im vorderen Teil), die alle den Sarkophag tragen. Die zweite Ordnung des Denkmals zeigt auf der Vorderseite des Sarkophags, im unteren Rahmen, drei kleine Löwen, begleitet von anderen Blattverzierungen; in der Mitte, an den Seiten, zwei Statuen, die bewaffnete Krieger in Rüstungen mit dem Wappen der Familie Caracciolo darstellen, beide in zwei Nischen platziert, während in der Mitte, innerhalb eines Rechtecks, Hochrelieffiguren von zwei geflügelten Genien zu sehen sind, die einen Lorbeerkranz halten, in dem sich noch das Familienwappen befindet: Die Sonne mit einem entfesselten Löwen. An den beiden Seitenwänden befinden sich zwei Reliefszenen, die den Erzengel Michael darstellen. Die dritte Ordnung hat einen Marmorsockel über dem Grab, auf dem sich die Gedenkinschrift befindet, die an das Leben Caracciolos bis zu seiner Verschwörung erinnert und von dem Humanisten Lorenzo Valla verfasst wurde: Nil mihi ni titulus summo de culmine derat. | Regina morbis invalida et senio, fecunda populos proceresque in pace tuebar, pro domine imperio, nullius arma timens. | Sed me idem livor, qui te, fortissime Cesar, | sopitum extinxit nocte iuvante dolos. | Non me sed totum laceras, manus impia, Regnum | Parthenopeque suum perdidit alma decus. Über der Inschrift befindet sich eine Statue des Verstorbenen, der in aufrechter Haltung mit einem Dolch in der rechten Hand dargestellt ist, zu seinen Seiten stehen zwei Löwen mit Helmen auf ihren Köpfen. Auf den seitlichen Stützpfeilern, die sich über den beiden äußeren bewaffneten Karyatiden erheben, befinden sich schließlich sechs Statuetten (drei auf jeder Seite), darunter vier Tugendfiguren in den ersten vier Nischen von unten (zwei links und zwei rechts) und die beiden Figuren der Verkündigung (ein Engel und die Jungfrau) in den letzten Nischen der Pfeiler, die oben mit zwei Marmormedaillons abschließen, die noch das Wappen der Caracciolo del Sole tragen. Auf der linken Seite sind von unten nach oben die Großmut, die Weisheit und der Verkündigungsengel dargestellt, im rechten der Glaube, die Mäßigung und die Jungfrau.
Die Skulpturen stehen dem gotischen Stil sehr nahe, vor allem denen von Antonio Baboccio da Piperno, insbesondere seinem Grabmal für Ludovico Aldomorisco in der Basilika San Lorenzo Maggiore, obwohl es an mehreren Stellen Elemente aufweist, die für die damalige Zeit avantgardistisch waren, wie z. B. auf der zentralen Tafel der zweiten Ordnung, auf der die Figur des Verstorbenen nicht hervorgehoben ist, wie dies beim Grab von Maria di Durazzo in San Lorenzo Maggiore oder beim Grab von Ludovico Durazzo in der Basilika Santa Chiara von Pacio Bertini der Fall ist (wo nur die in der Kirche erhaltene Marmorplatte dieses Detail zeigt), heben die Engel bei Sergianni stattdessen das Familienwappen in die Höhe, als ob das Werk dem Gründer der Dynastie der Sole dazu dienen sollte, die Rolle der gesamten Familie und nicht nur die seiner Person zu rechtfertigen. Die stehende Figur von Sergianni ist ein entscheidender Punkt in der Stilsprache des Denkmals. In der Tat markiert diese Haltung einen „Bruch“ mit dem gotischen Stil, der die Verstorbenen in ihren Grabmälern in einer liegenden, starren Position über dem Sarkophag darstellte und so zum Vorbild für die Grabmäler eines Großteils des 16. Jahrhunderts wurde. Zwei Beispiele dafür finden sich in der benachbarten Capella Caracciolo di Vico mit den Denkmälern von Galeazzo und Nicolantonio Caracciolo, die ihrerseits am Ende desselben Jahrhunderts veraltet war, als es üblich wurde, die neapolitanischen Adligen in „halbliegender“ Haltung darzustellen.
Eine weitere Besonderheit des Denkmals ist schließlich die ständige Verherrlichung der militärischen Tugenden Sergiannis, die auf dem Monument durch die Figuren von Kriegern, Rüstungen oder Löwen, die immer wieder in der Komposition auftauchen, in Erinnerung gerufen werden, auf Kosten der klassischen religiösen oder frommen ikonographischen Szenen, die im Gegensatz dazu ganz fehlen oder, wenn sie verwendet werden, wie im Fall des Erzengel Michael, immer dazu dienen, die Kriegskunst zu loben.

#### Fresken

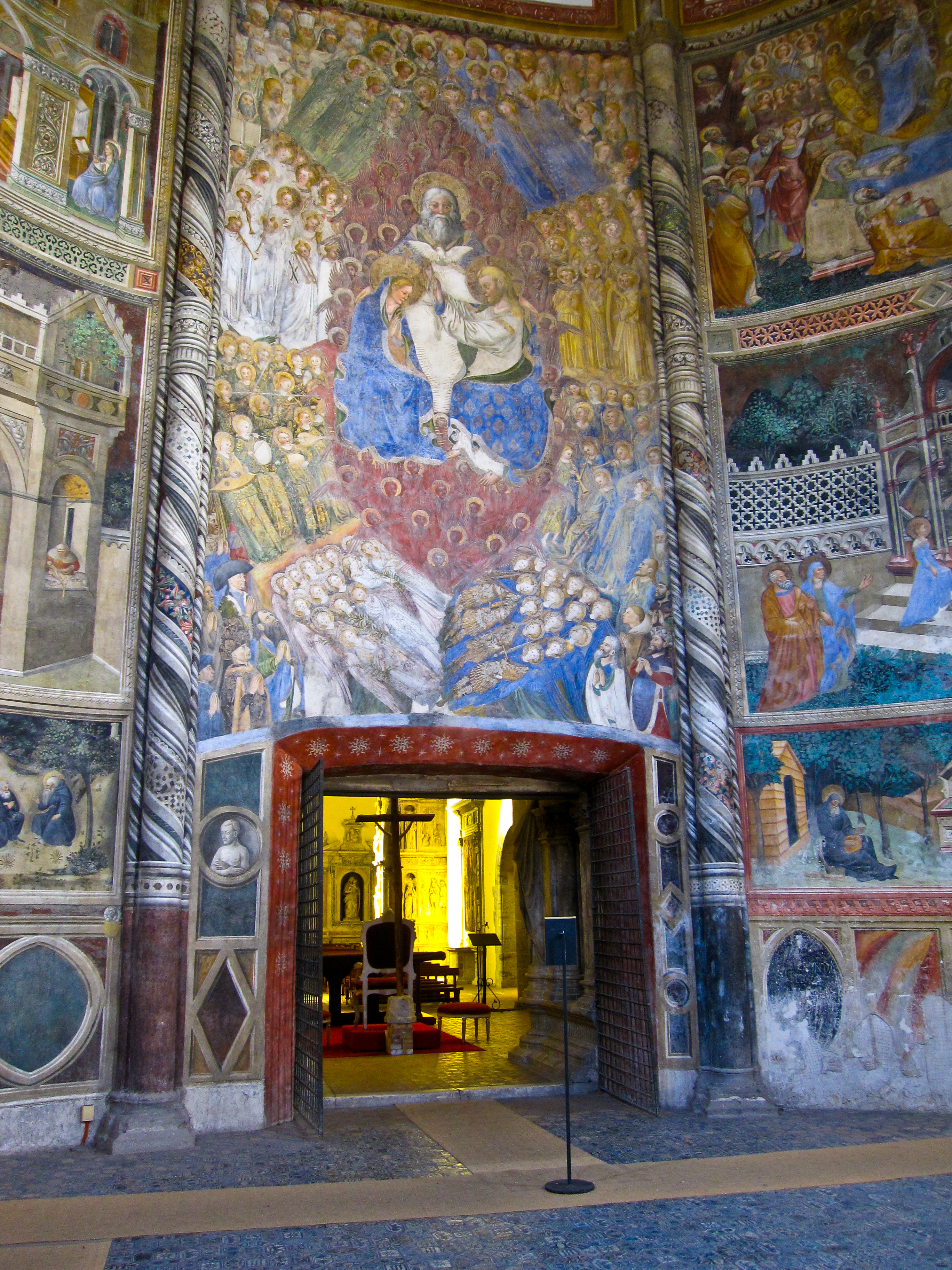
Die Gegenfassade

Die Fresken, mit denen die Wände bemalt sind, stammen aus der ersten Hälfte des 15. Jahrhunderts und lassen sich in drei Zyklen aufteilen, die von verschiedenen Künstlern geschaffen wurden: der Zyklus mit den Geschichten der Jungfrau von Leonardo da Besozzo, der Zyklus mit den Geschichten der Eremiten von Perinetto da Benevento und schließlich der Zyklus mit den Heiligenfiguren von Antonio da Fabriano.
Im ersten Band zeigt auf einem mit geometrischen Motiven bemalten Sockel die Eremitengeschichte der Augustinerpatres, die in sechs rechteckigen Szenen erzählt wird, die im Uhrzeigersinn an den Seitenwänden angeordnet sind, beginnend mit der ersten links vom Eingang. Die Szenen sind alle in einer offenen Landschaft dargestellt, die als Hintergrund für die Handlungen der Eremiten dient.  Die einzige Szene, die Architektur zeigt, ist die fünfte, die eine elegante militärische Struktur mit Fresken darstellt. Die Augustinerpatres werden in dem Zyklus vor allem bei bäuerlichen Tätigkeiten dargestellt, wie in der ersten Geschichte, in der einige Patres beim Brotbacken gezeigt werden, oder in anderen, in denen sie Wasser tragen oder Feldfrüchte ernten, oder in andächtigen Posen, die sie beim Gebet zeigen. Wiederkehrend sind auch die Tierfiguren, die in den Szenen immer wieder auftauchen, sowie die Figur des verführerischen Teufels, der in der ersten Geschichte unten rechts in der Szene auftritt, in der er einen betenden, zum Himmel blickenden Eremiten verführt, und in der dritten und vierten Geschichte, in der er von einem Eremiten mit einem Stock vertrieben wird.

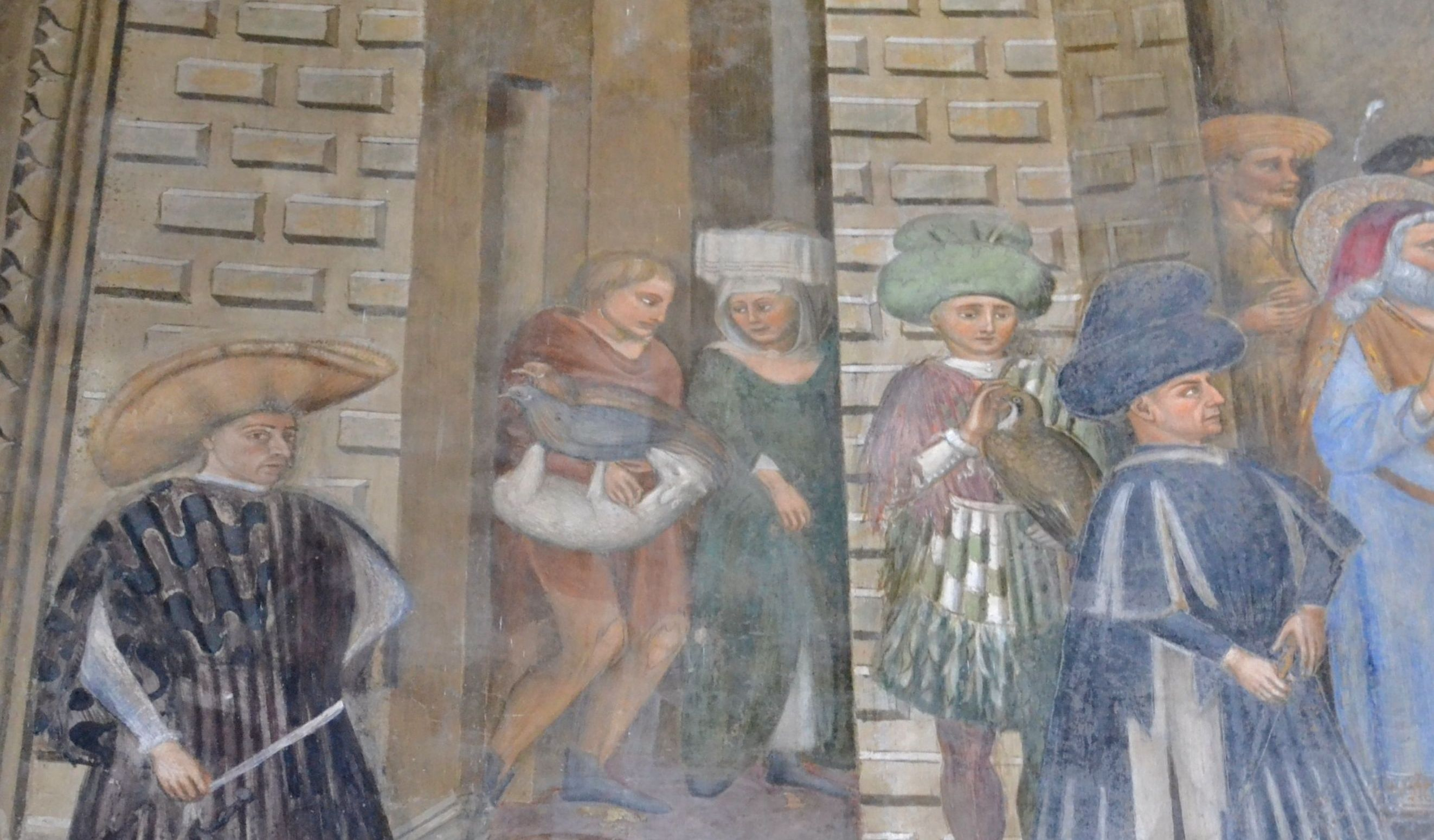
Vermutliche Porträts von Leonardo da Besozzo (links) und Sergianni Caracciolo (rechts) in der Geburt der Jungfrau

In der Tafel über dem Eingang und in den vier Tafeln zu beiden Seiten sind Szenen aus dem Leben der Jungfrau von Leonardo da Besozzo dargestellt. Insgesamt fünf Szenen erzählen das Leben Mariens: über der Tür eine einzige große Szene, die die Krönung der Jungfrau darstellt; auf der linken Seite die Szenen der Geburt der Jungfrau und der Verkündigung auf der zweiten bzw. dritten Tafel; auf der rechten Seite unten die Darstellung im Tempel und oben der Tod der Jungfrau. Der Zyklus ist ein wichtiges historisches Zeugnis für das Neapel des 15. Jahrhunderts. Es zeigt in der Tradition der flämischen Malerei detaillierte Elemente der Bräuche und Kostüme der dargestellten Personen, die das reale Leben jener Zeit widerspiegeln. In der Szene der Geburt, die sich in einem Gebäude abspielt, das dem Palazzo Penne in Neapel ähnelt, sind mehrere Frauenfiguren zu sehen, die alltägliche Handlungen ausführen, die den Hintergrund für das zentrale Thema der Erzählung bilden. Es handelt sich um Frauen, die vor dem Fenster hängende Tücher aufheben, eine Henne rupfen oder andere Tiere, darunter ein Lamm, als Geschenk für die Heilige Anna treiben. Bemerkenswert sind auch die Porträts des Auftraggebers Sergianni Caracciolo auf der Eingangstreppe, der einen großen blauen Hut trägt, während im Innern des Gebäudes neben der Frau im blauen Kleid, die Maria im Arm hält, seine Frau Caterina Filangieri mit ihrem Sohn Troiano Caracciolo zu sehen ist, sie in einem dunkelgrünen Kleid mit Pelzmanschetten, er in einem blauen Umhang. Die männliche Figur am linken Bildrand in dunklem Anzug und mit großem goldenen Hut, die sich dem Betrachter zuwendet, wird dem Selbstbildnis Leonardo da Besozzos zugeschrieben, der im unteren Rahmen unter der Architektur auch seine Signatur hinterließ: Leonardus de Bisuccio de Mediolano hanc capellam et hoc sepulcrum pinxit.
An den anderen fünf Stirnwänden der Kapelle schließlich, im zweiten und dritten oberen Band, sind große Heiligen- und Apostelfiguren zu sehen. Sie werden Antonio da Fabriano, einem Schüler Besozzos, zugeschrieben und sind in vertikal längliche rechteckige Tafeln eingefasst sind. Zu diesen Figuren gehören auch zwei vir illustris (berühmte Männer) in Ritterkleidung, die in den unteren Tafeln hinter dem Grabmonument des Sergianni zu sehen sind.
Geschichten der Jungfrau

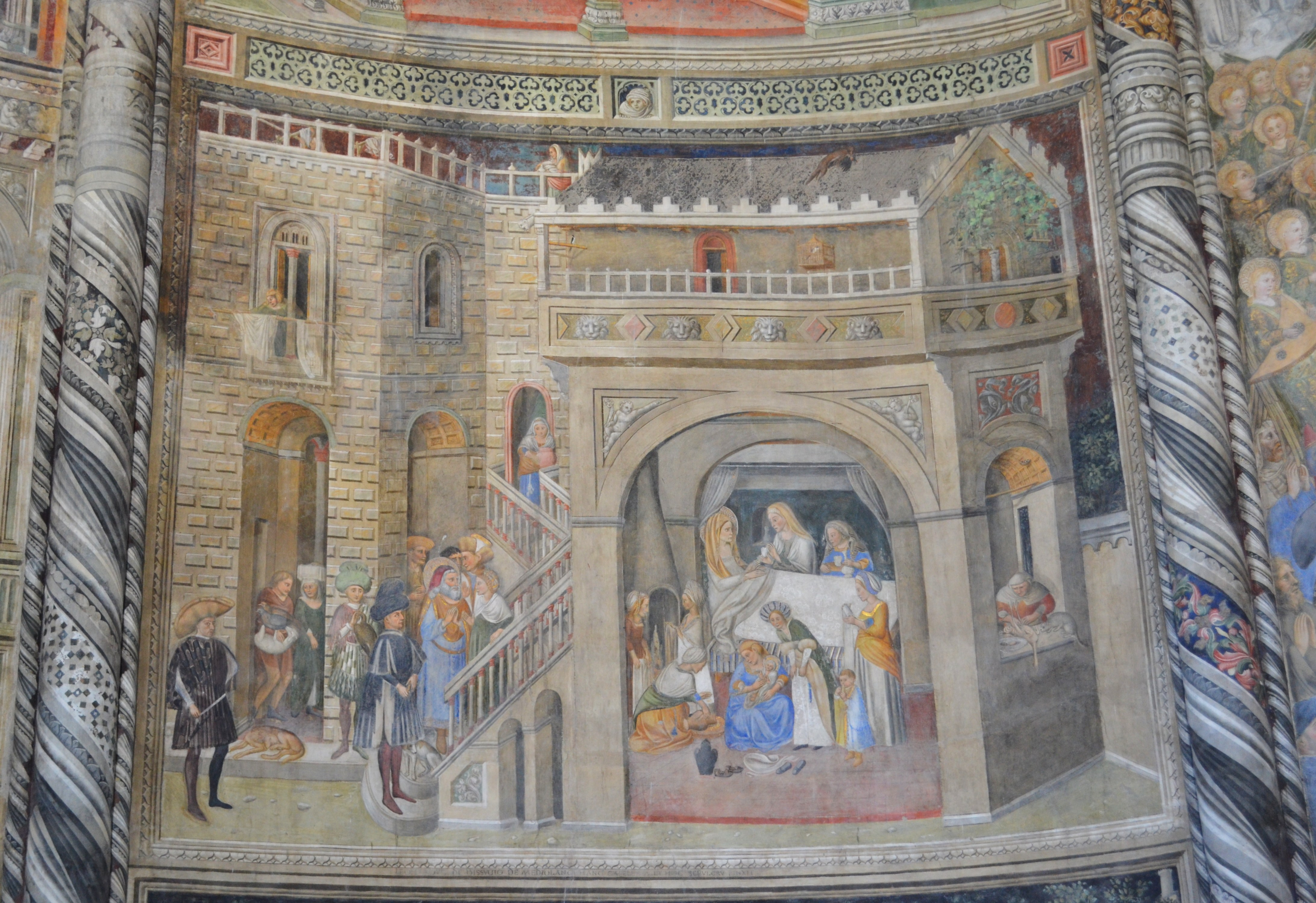
A = Geburt der Jungfrau Maria
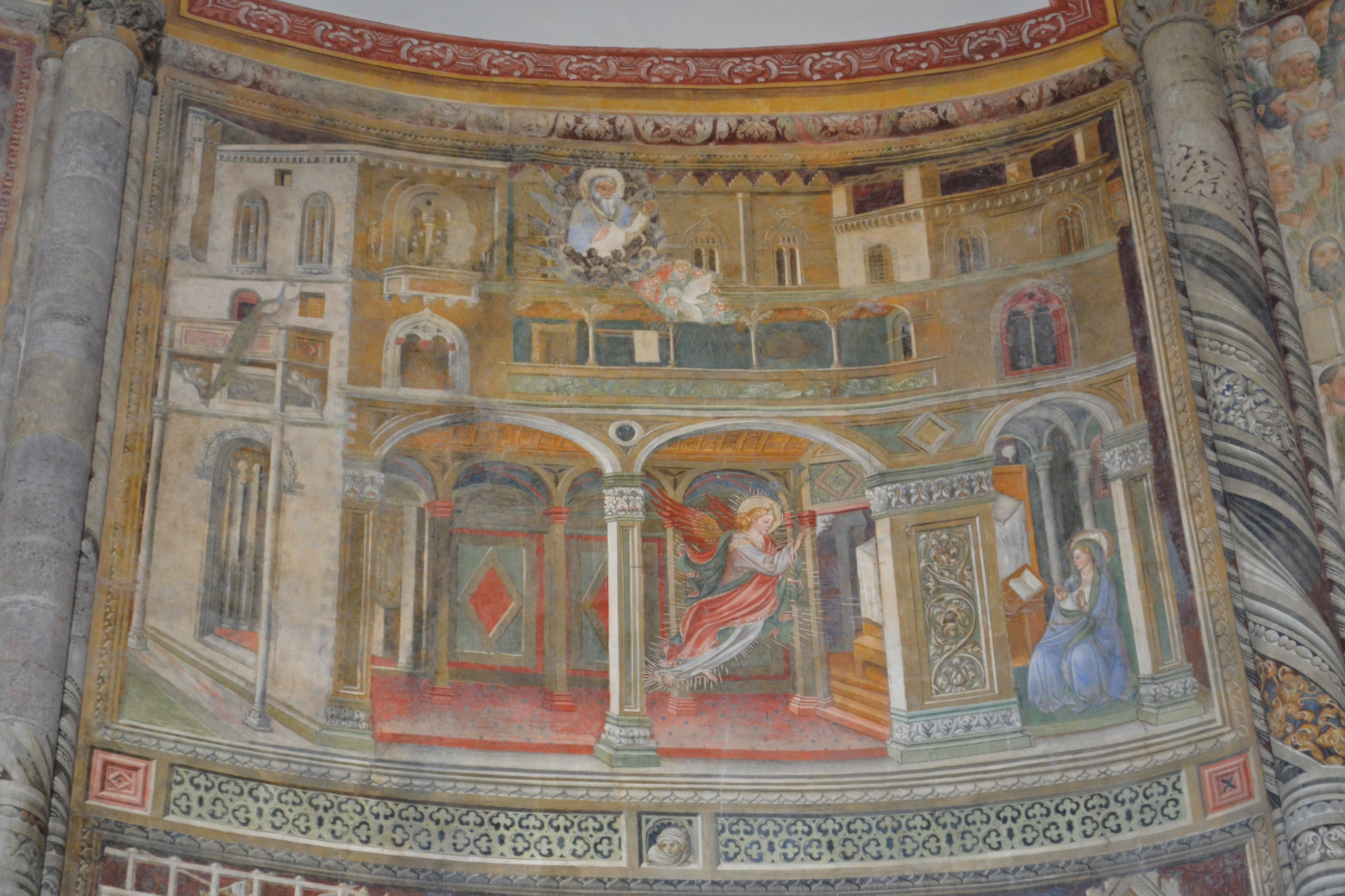
B = Verkündigung
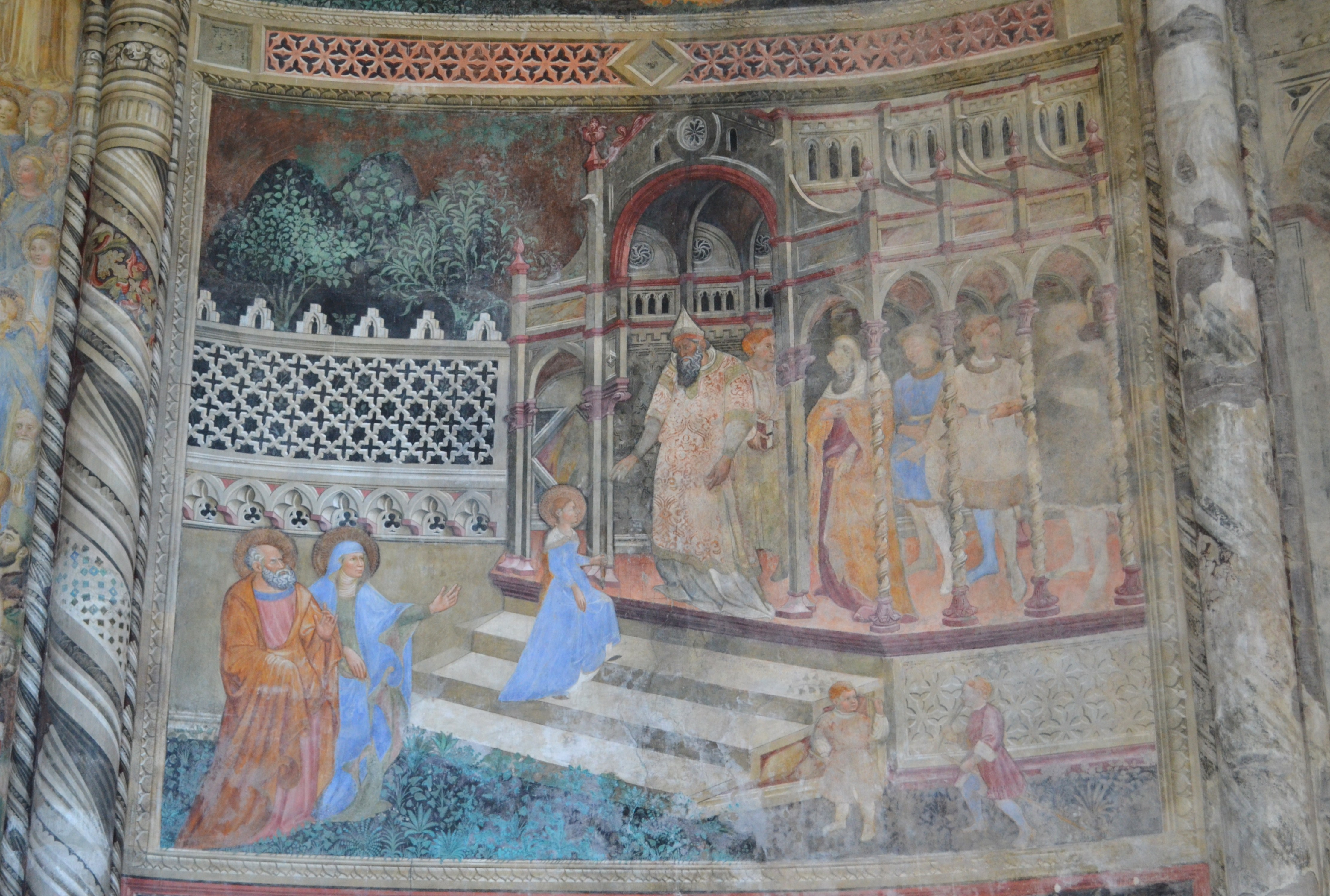
C = Präsentation im Tempel
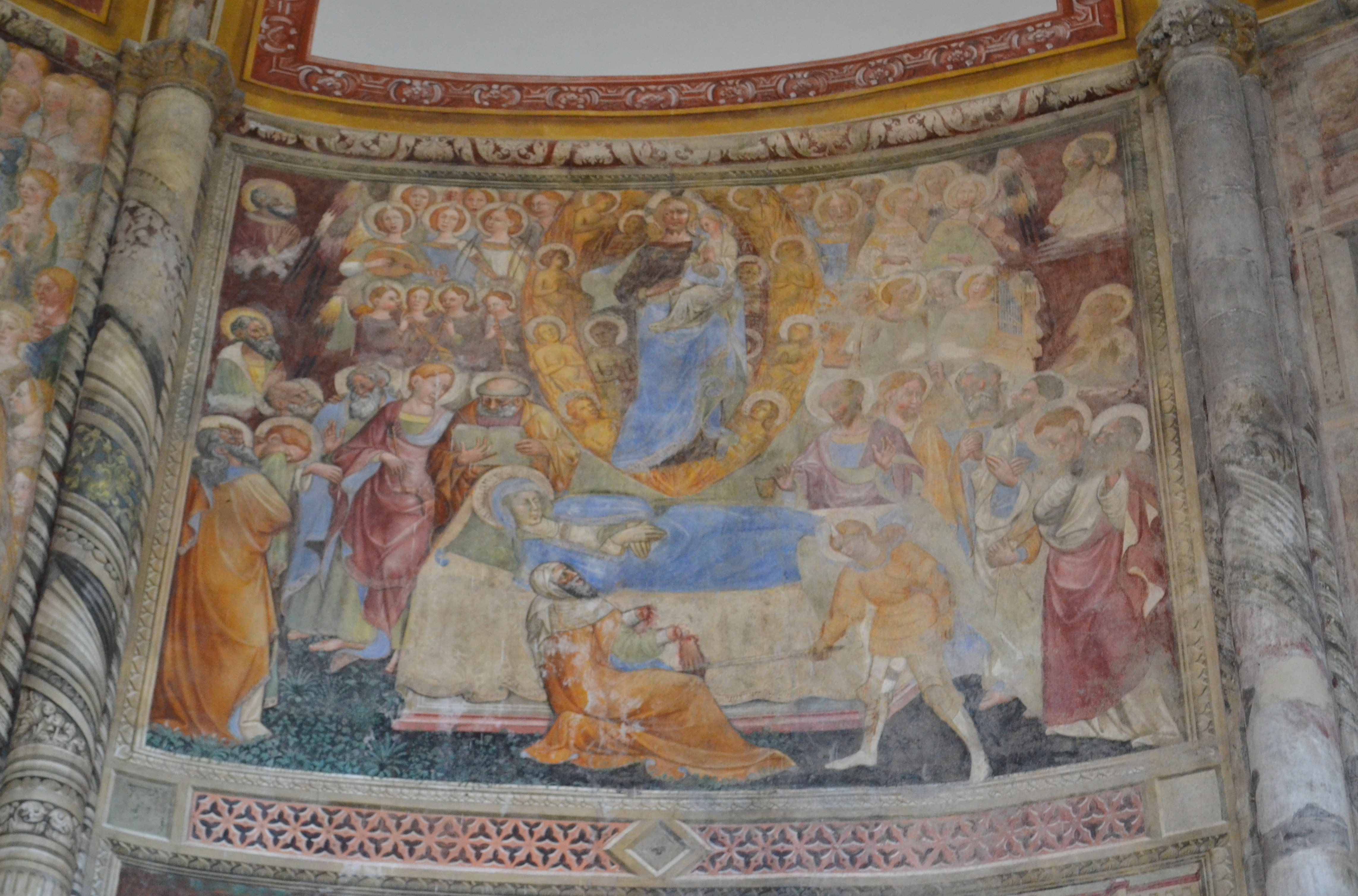
D = Tod der Jungfrau
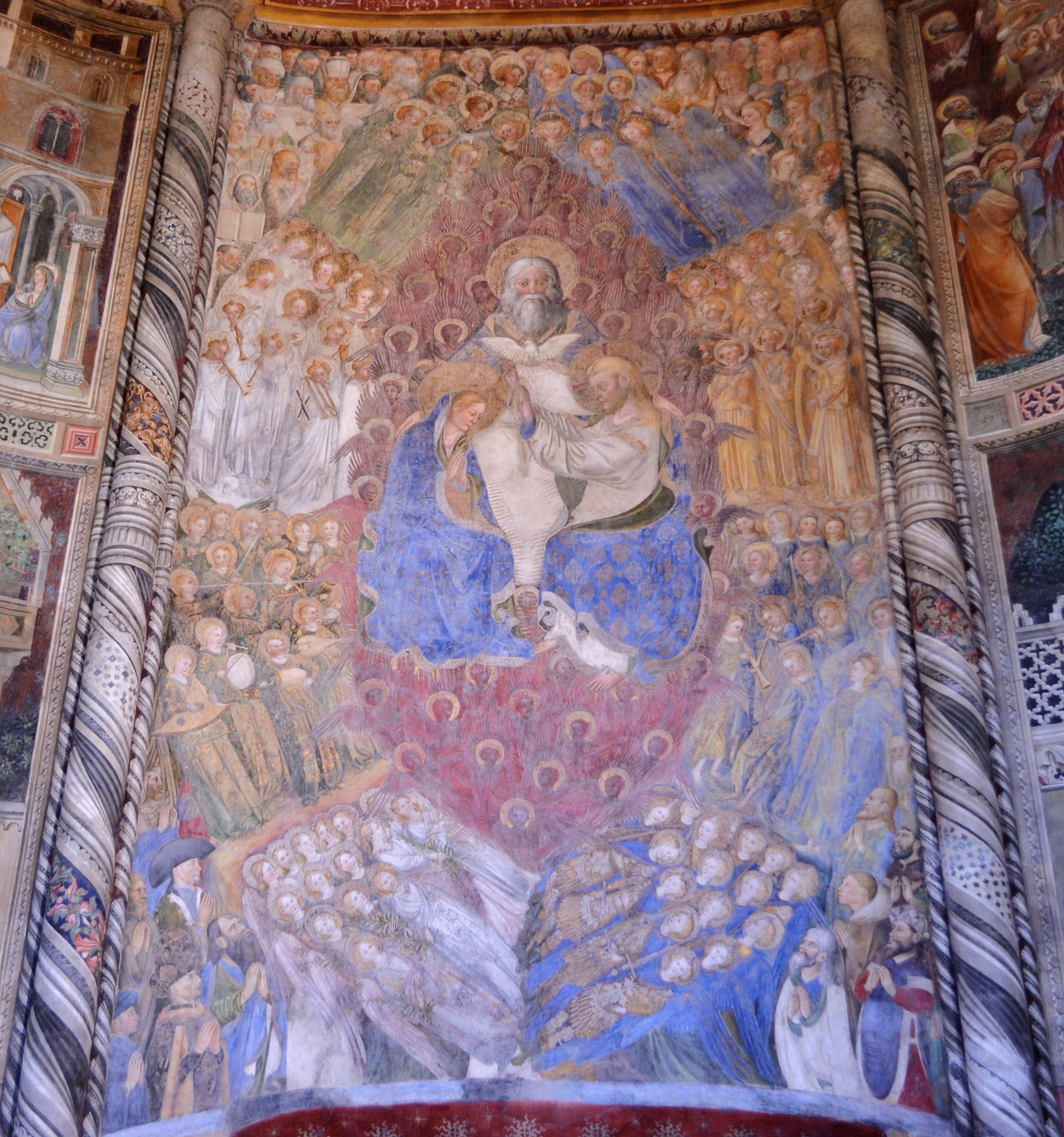
E = Krönung Mariens

Geschichte der Eremiten

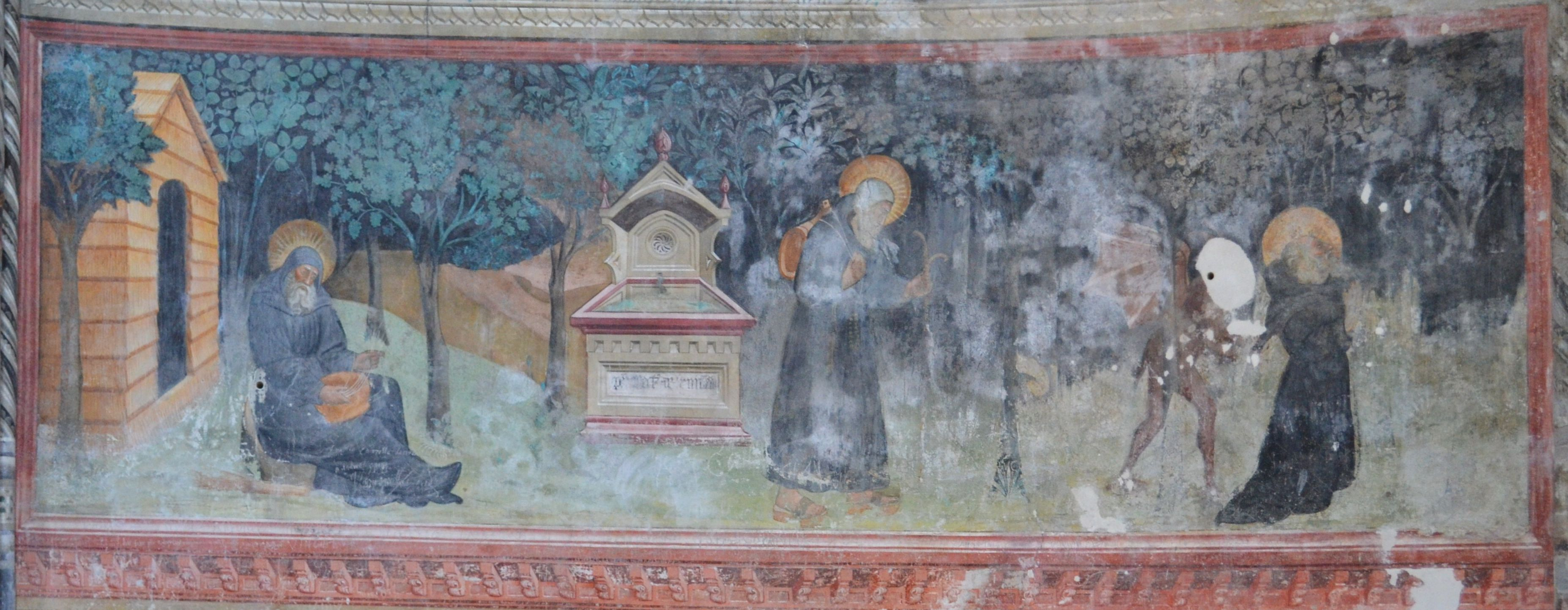
A = Erste Szene
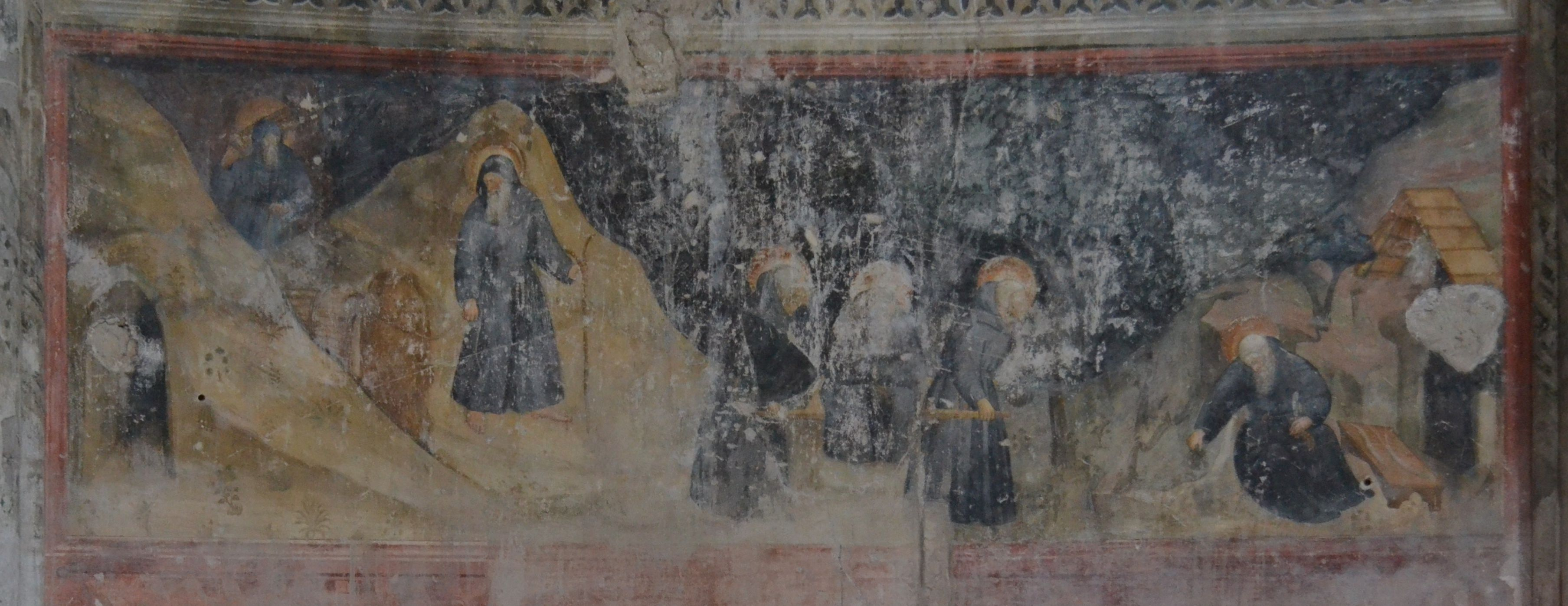
B = Zweite Szene
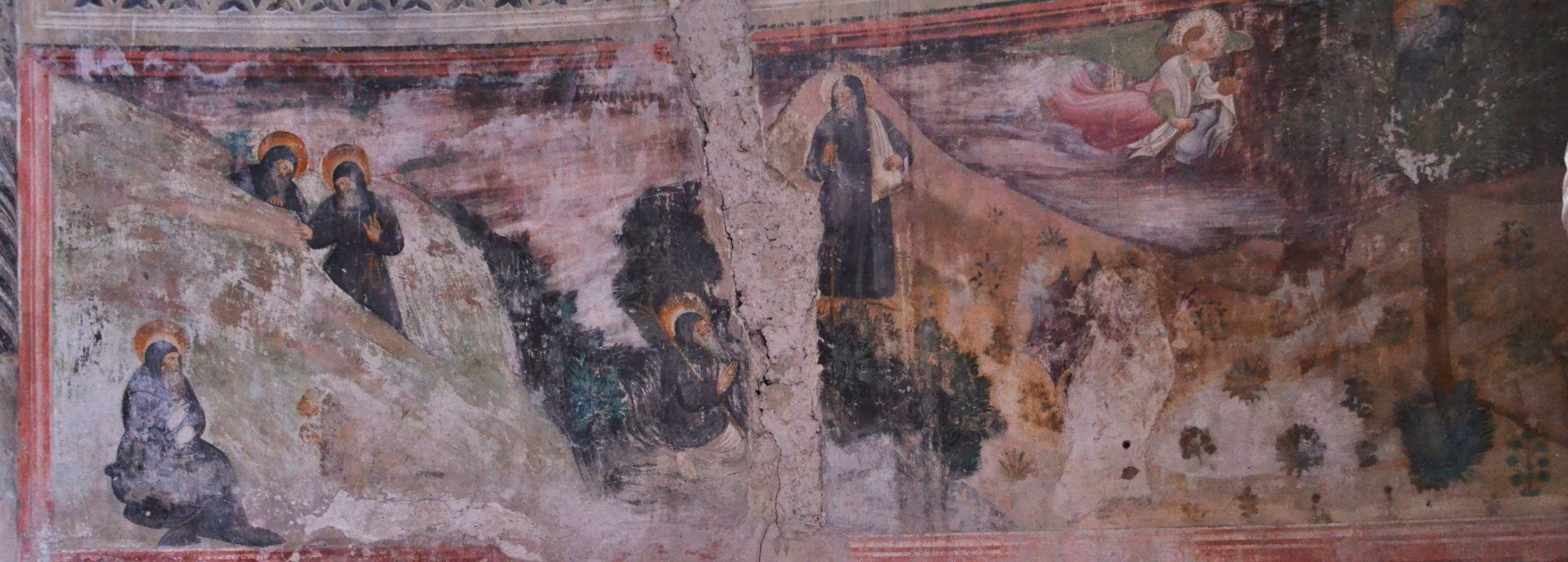
C = Dritte Szene
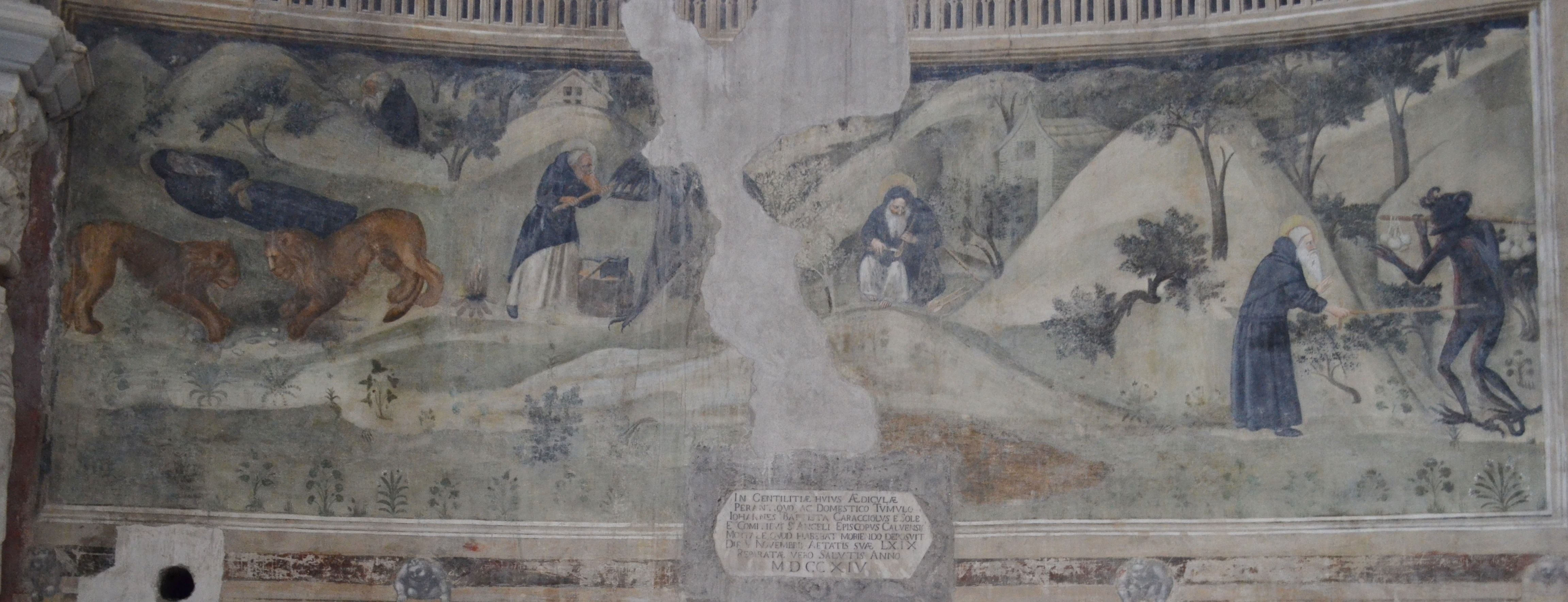
D = Vierte Szene
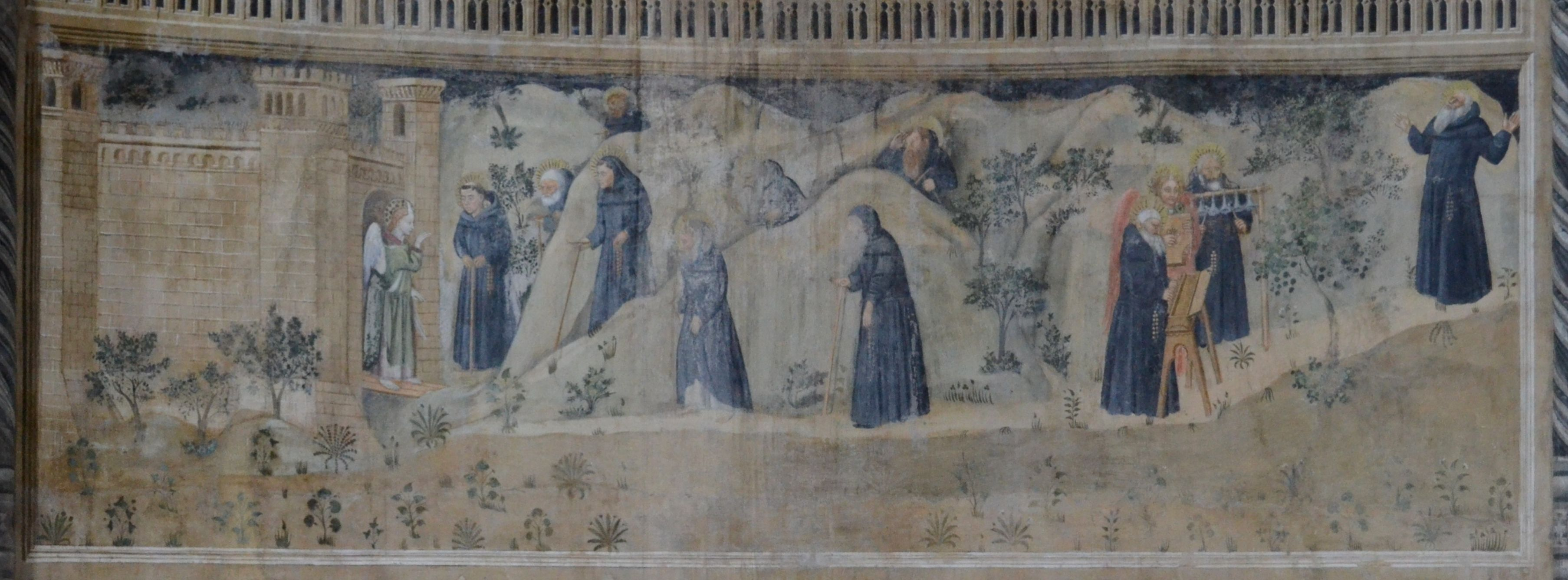
E = Fünfte Szene
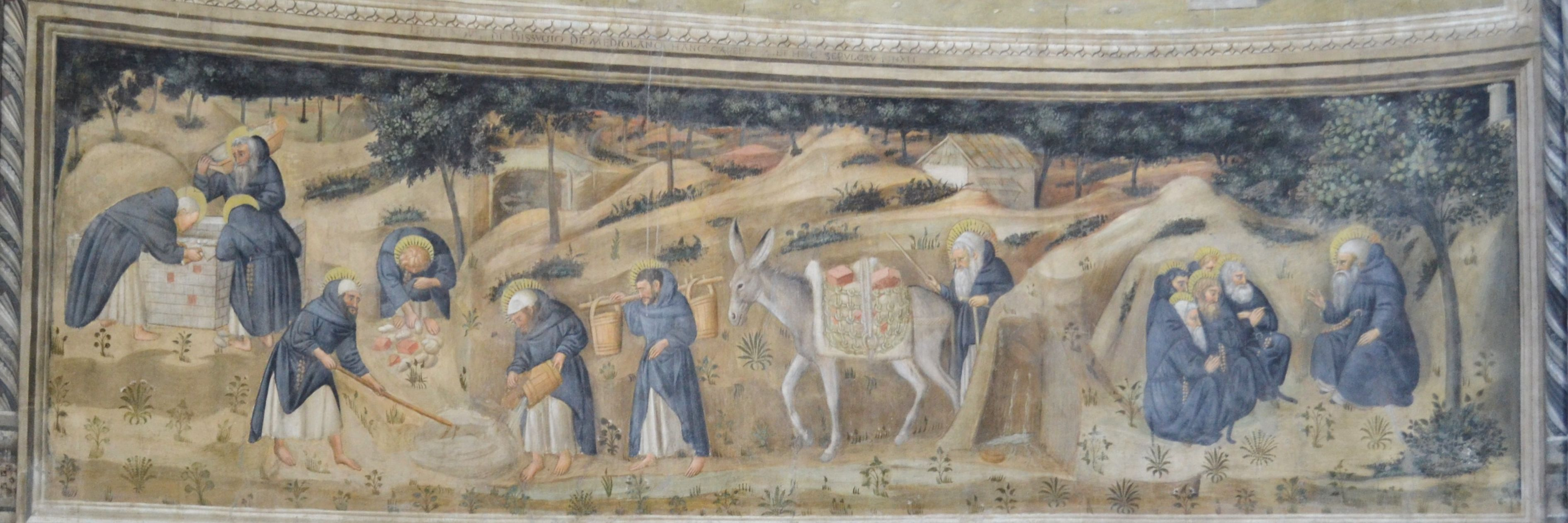
F = Sechste Szene

Heilige

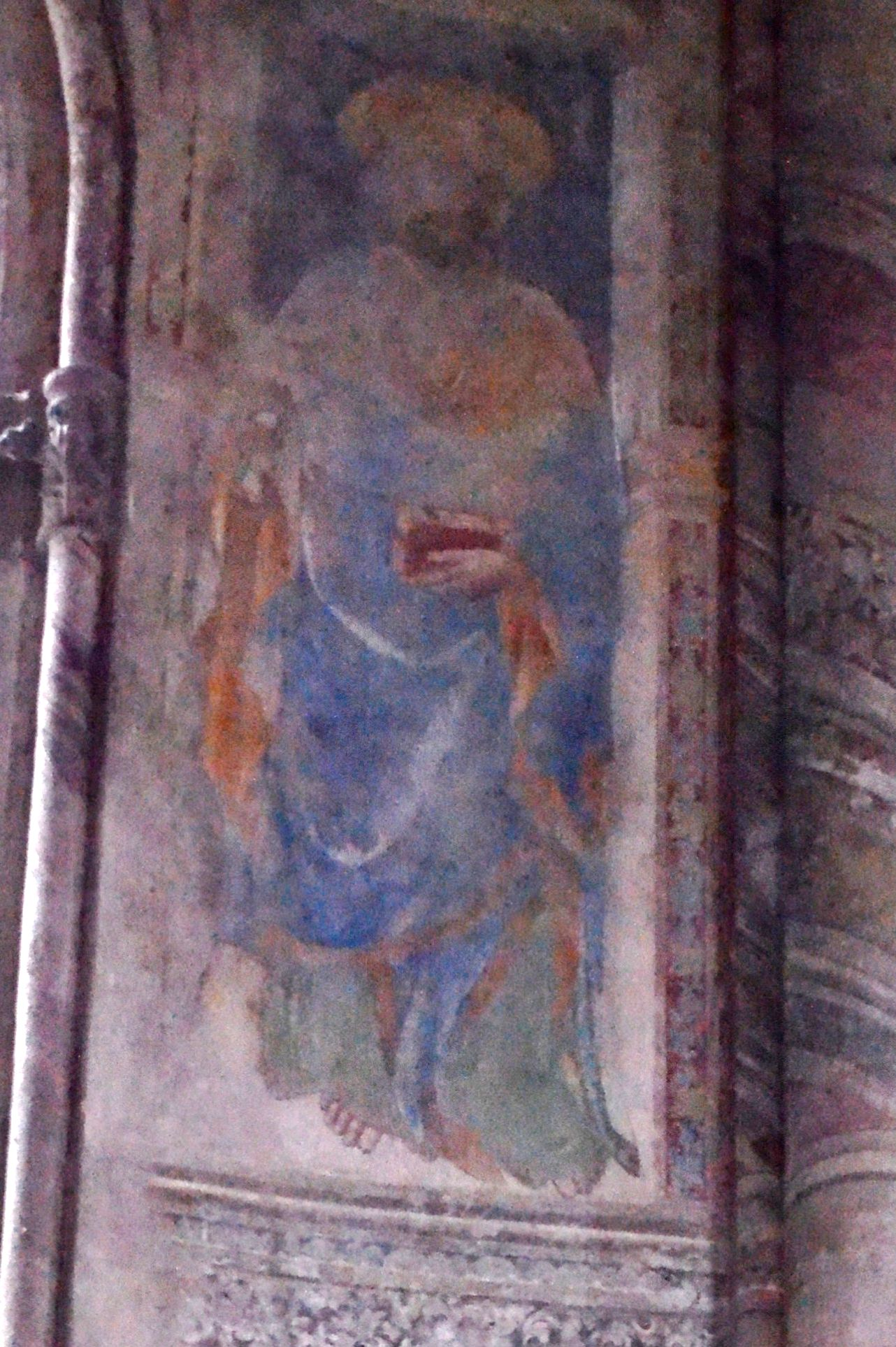
B
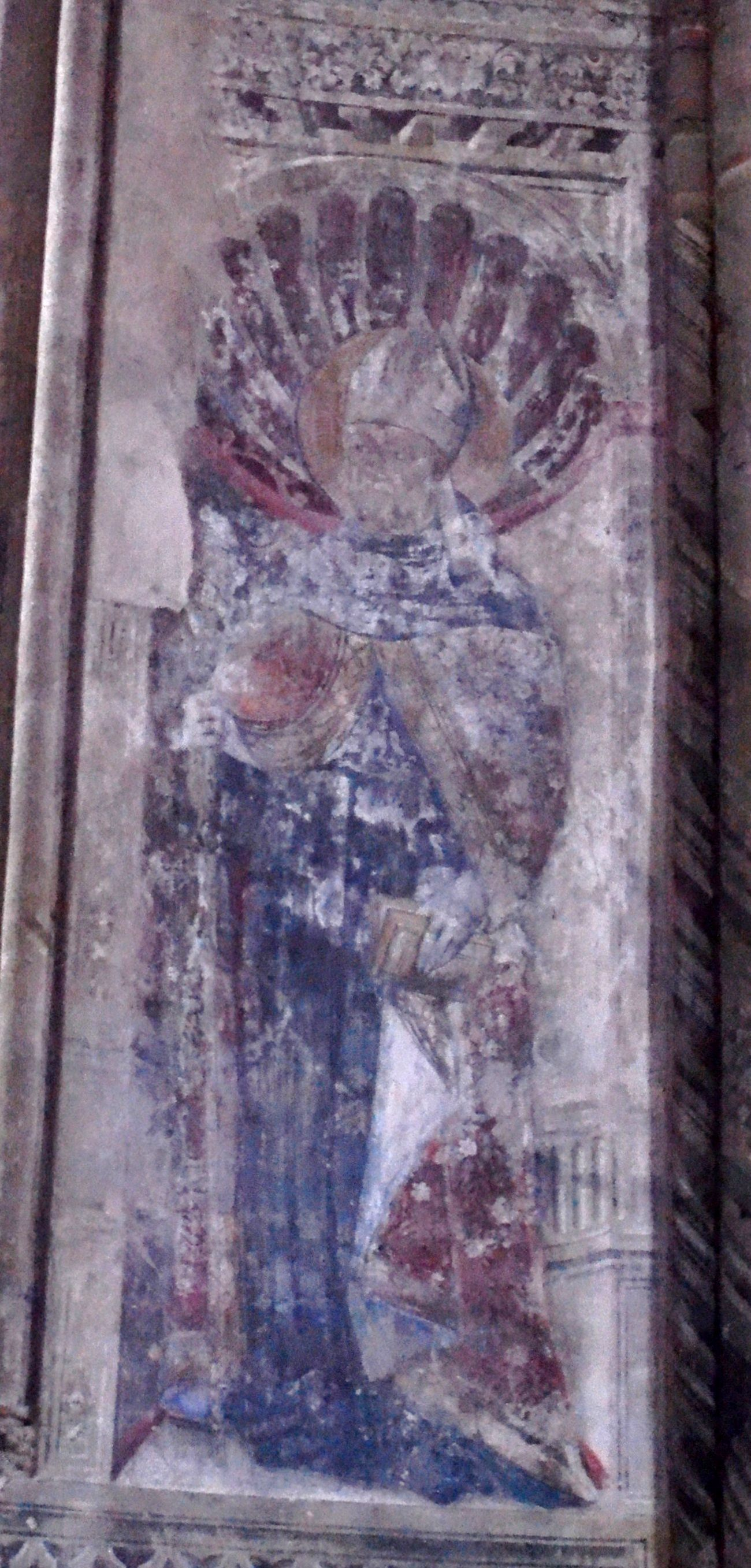
D
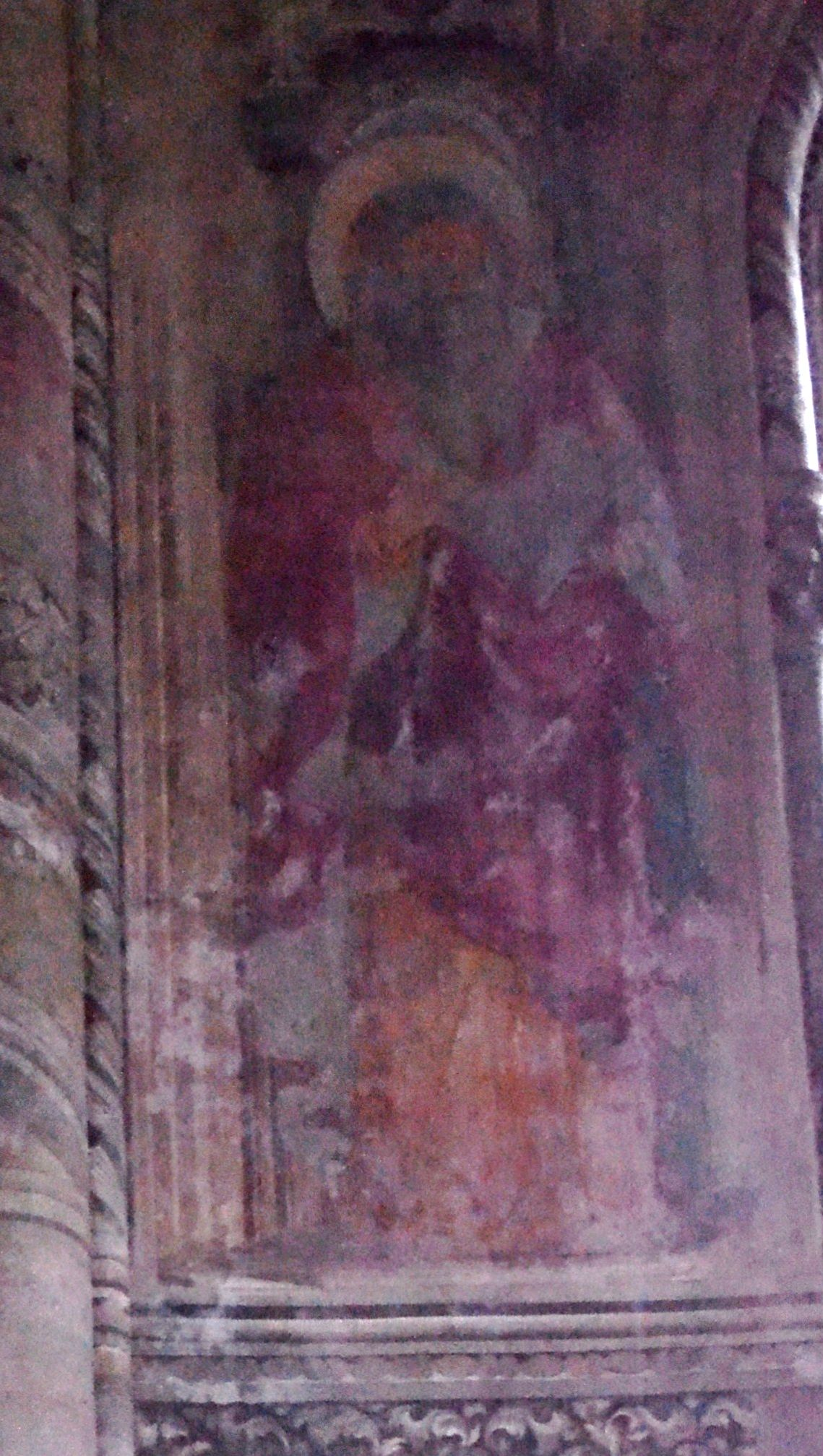
E
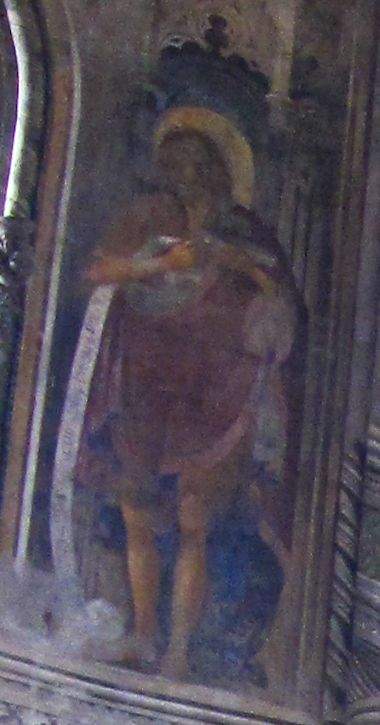
F
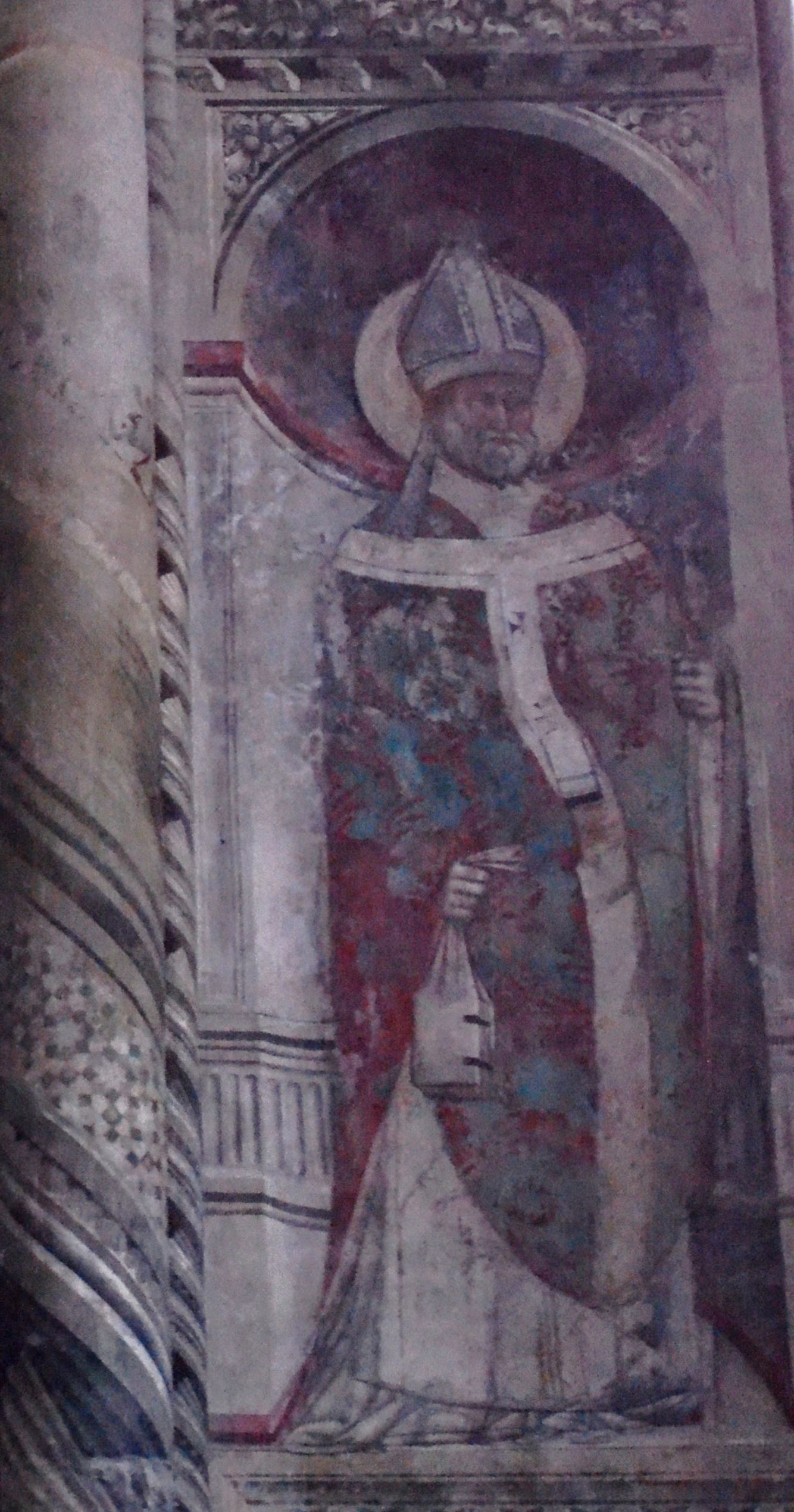
G
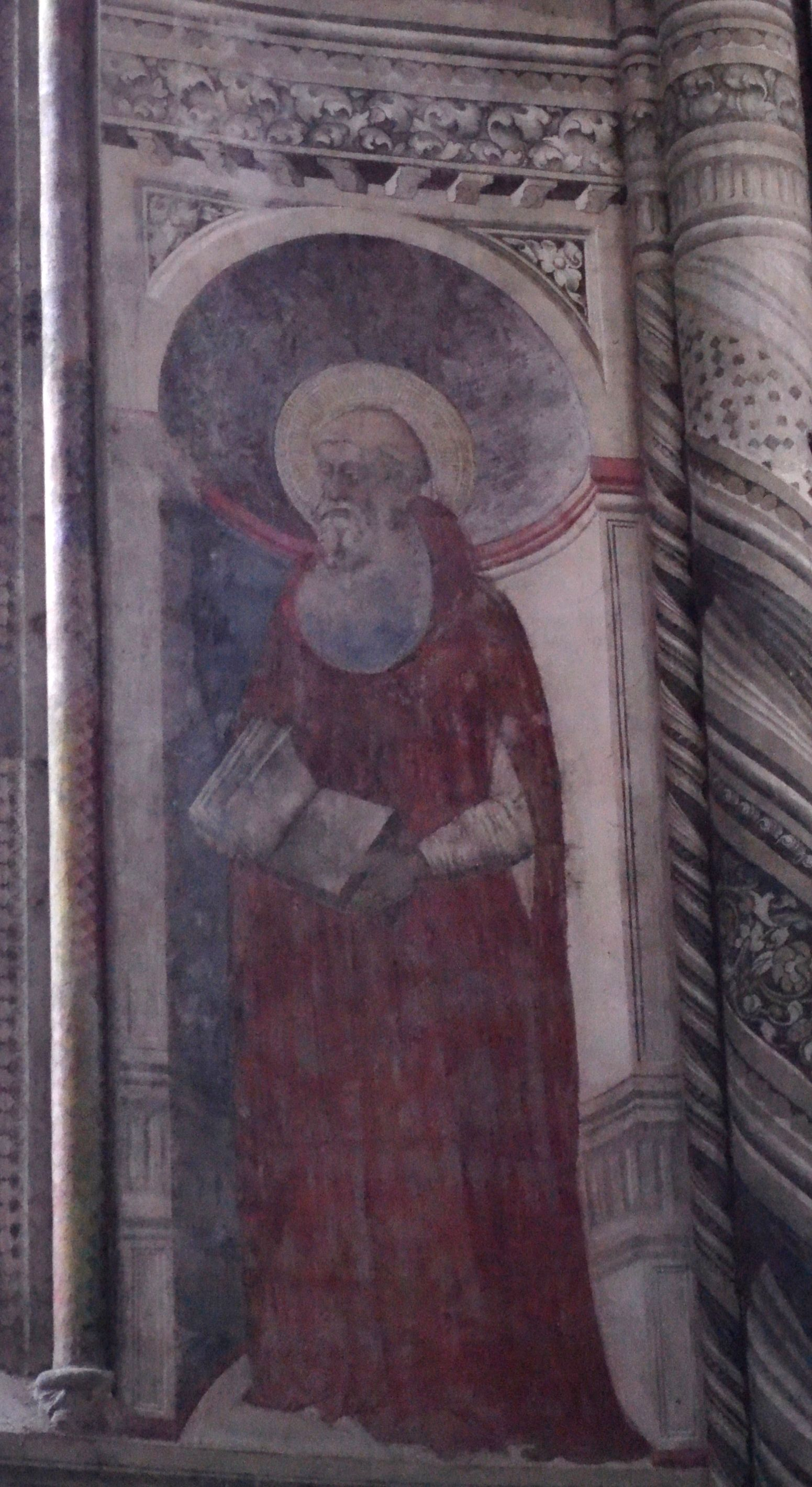
H
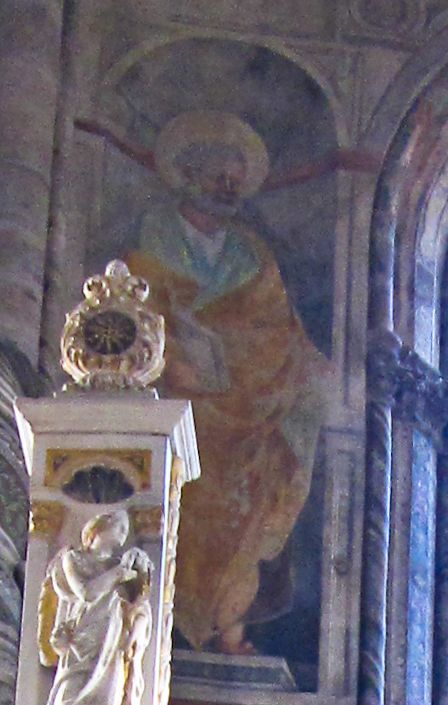
I
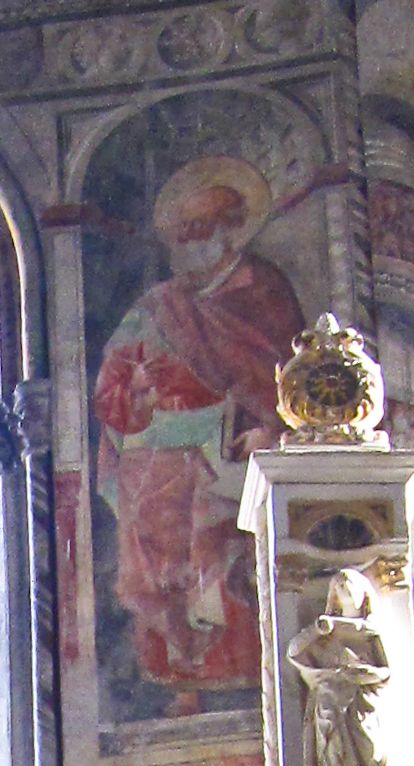
L
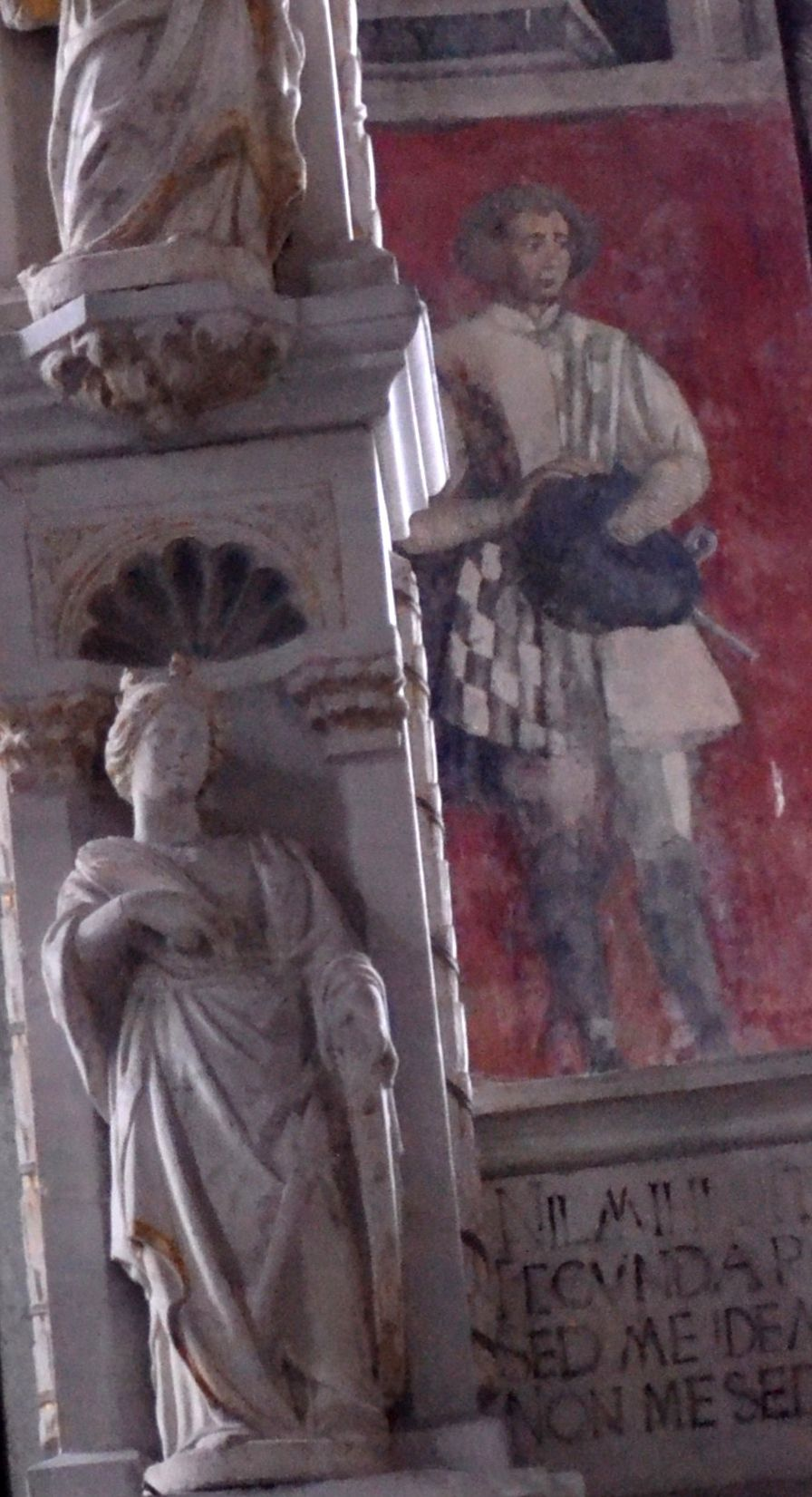
M (vir illustris)
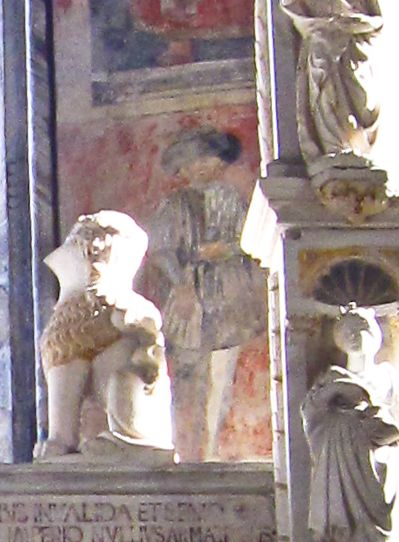
N (vir illustris)
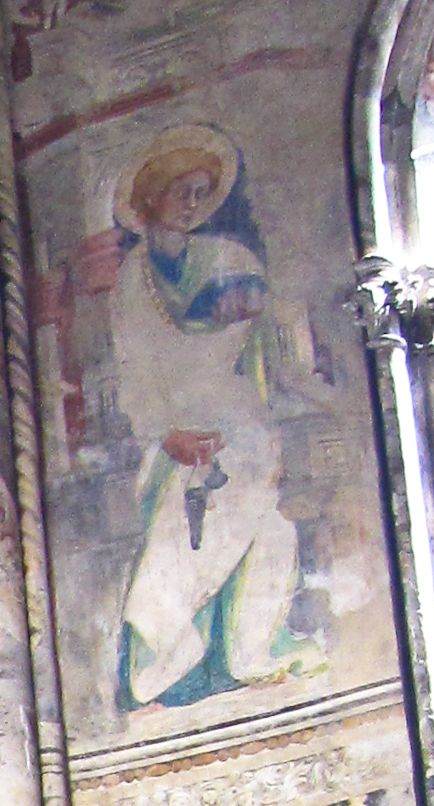
O
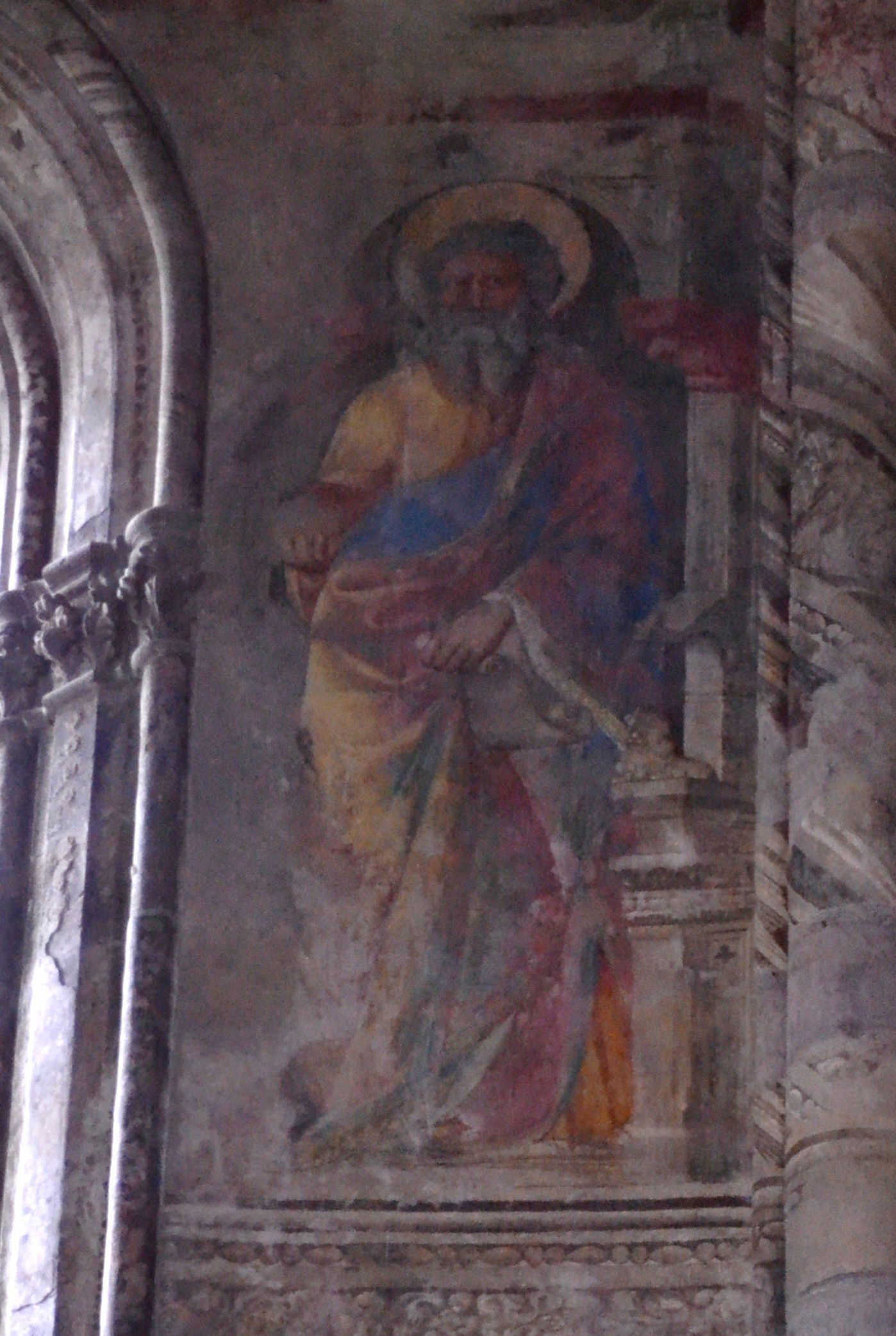
P
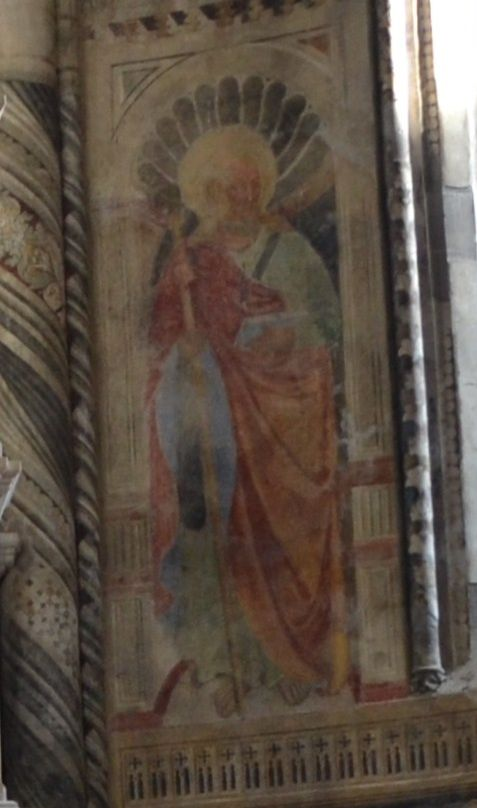
Q
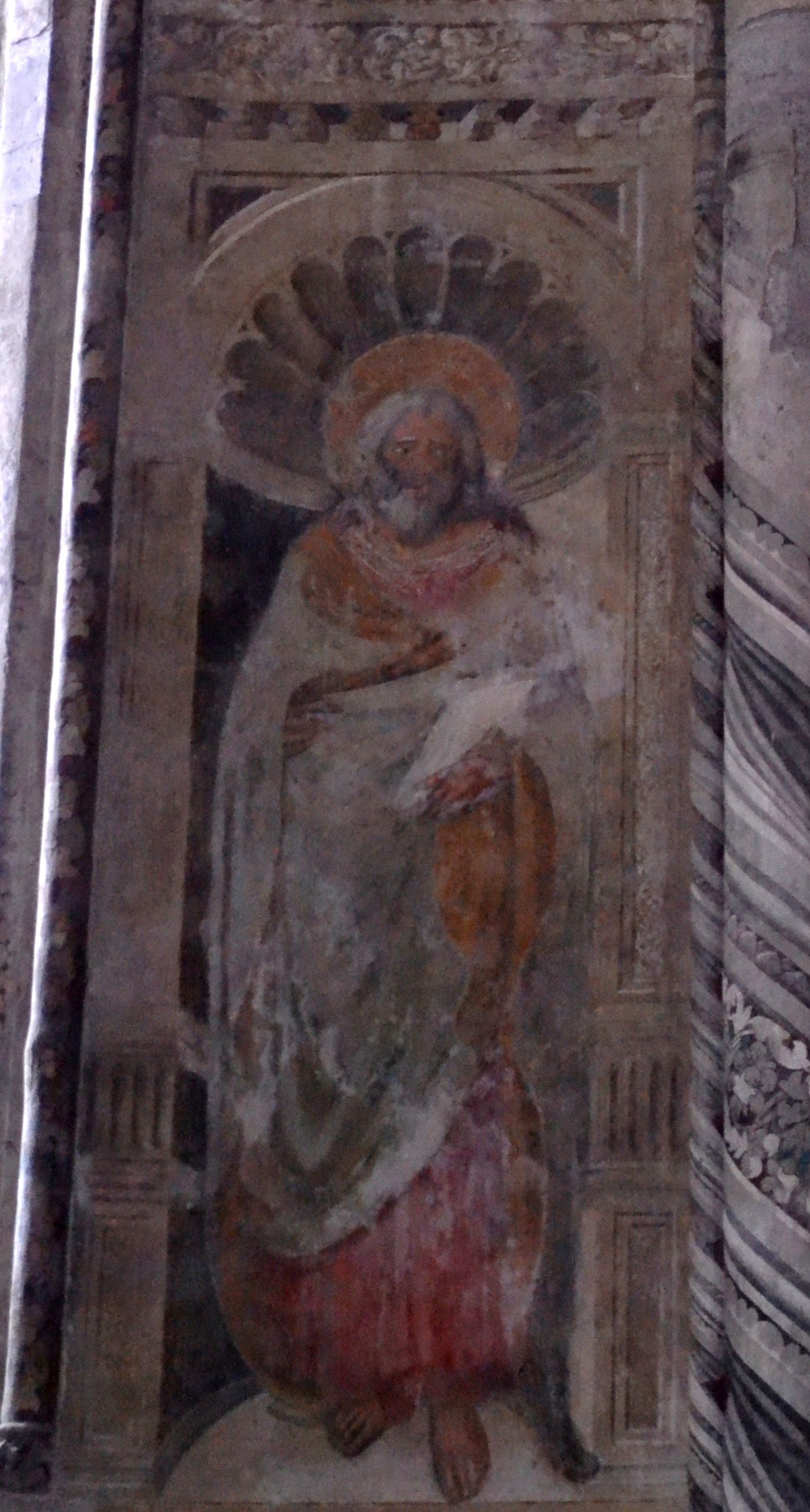
R
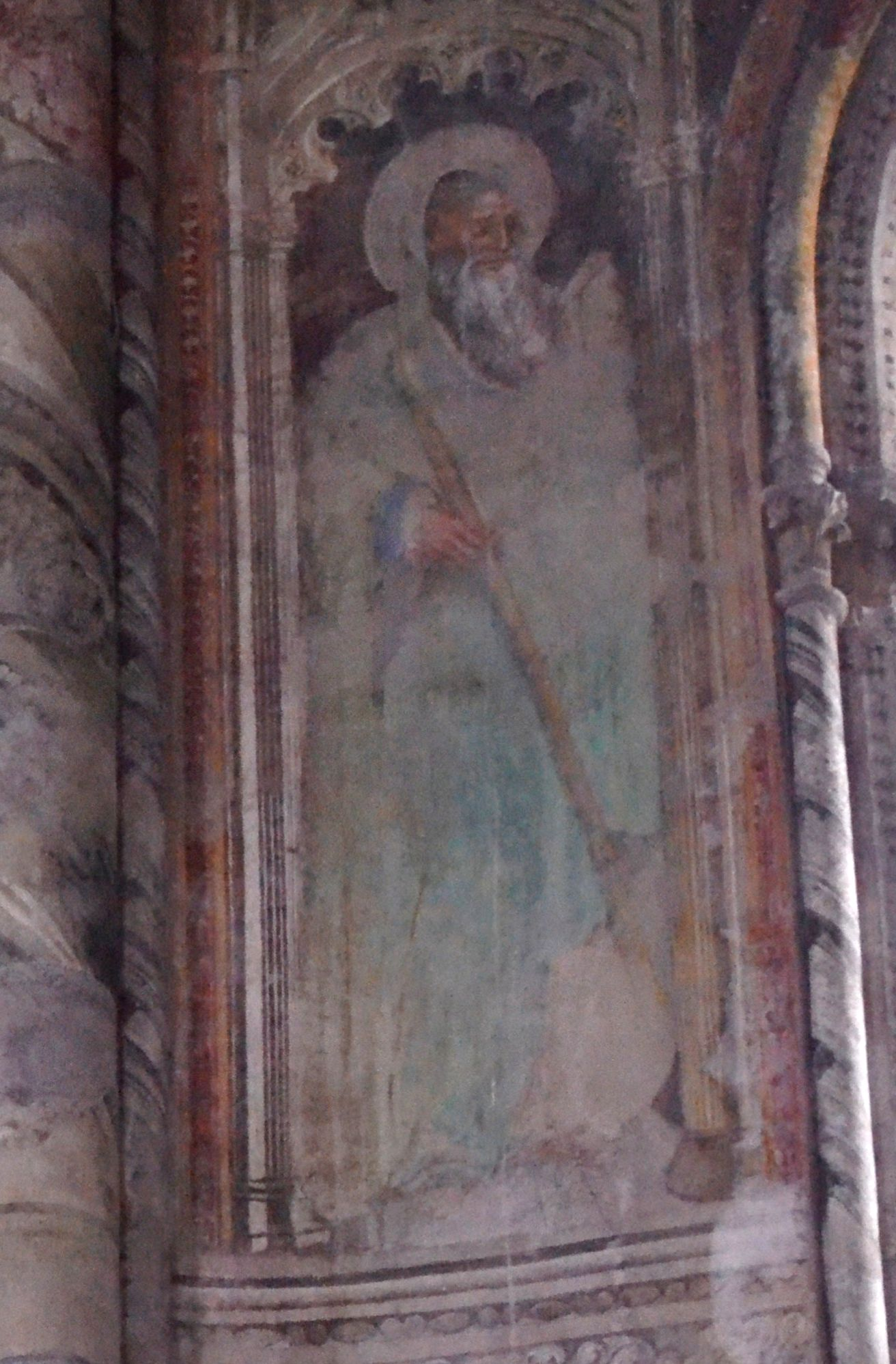
S
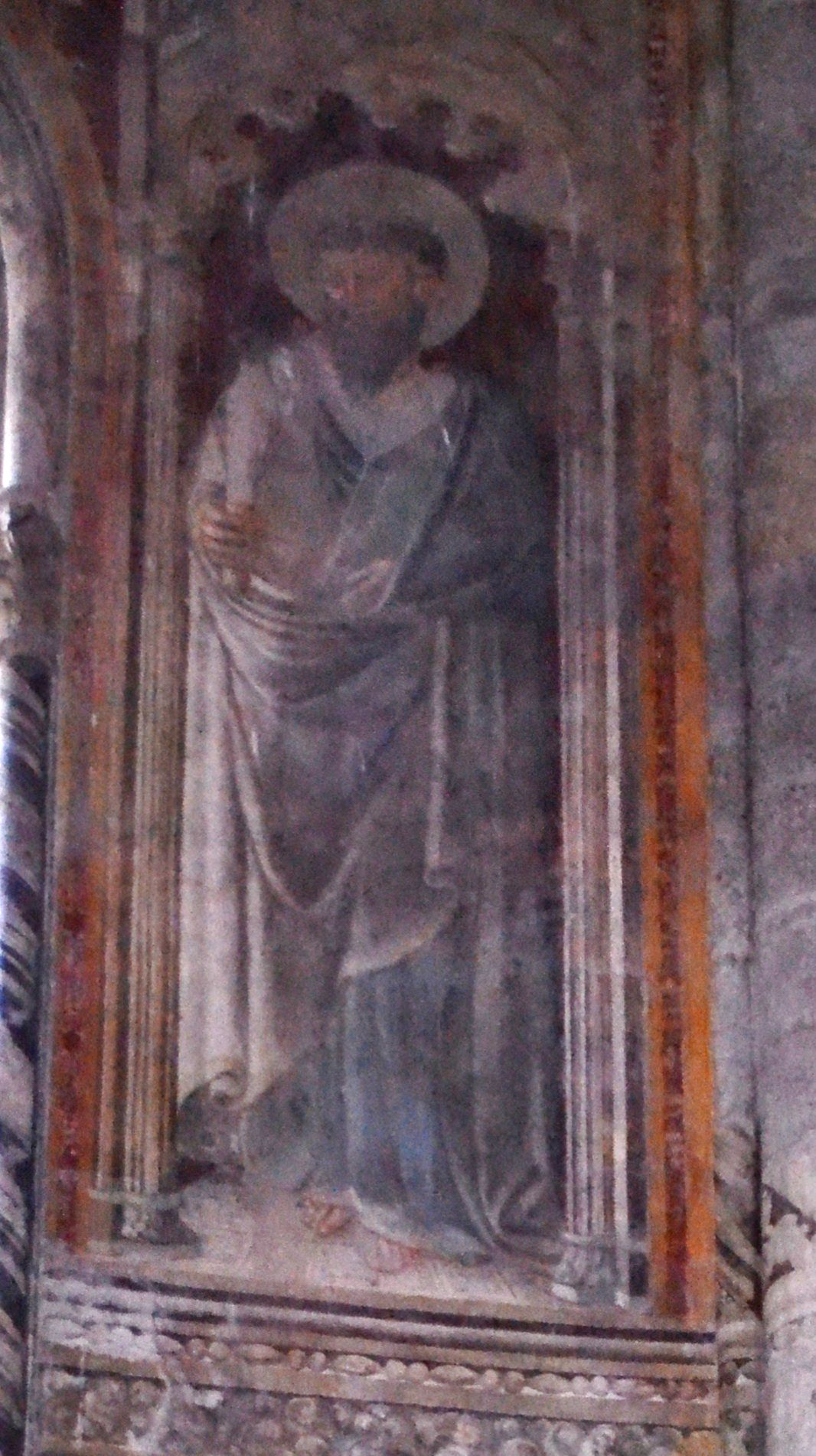
T
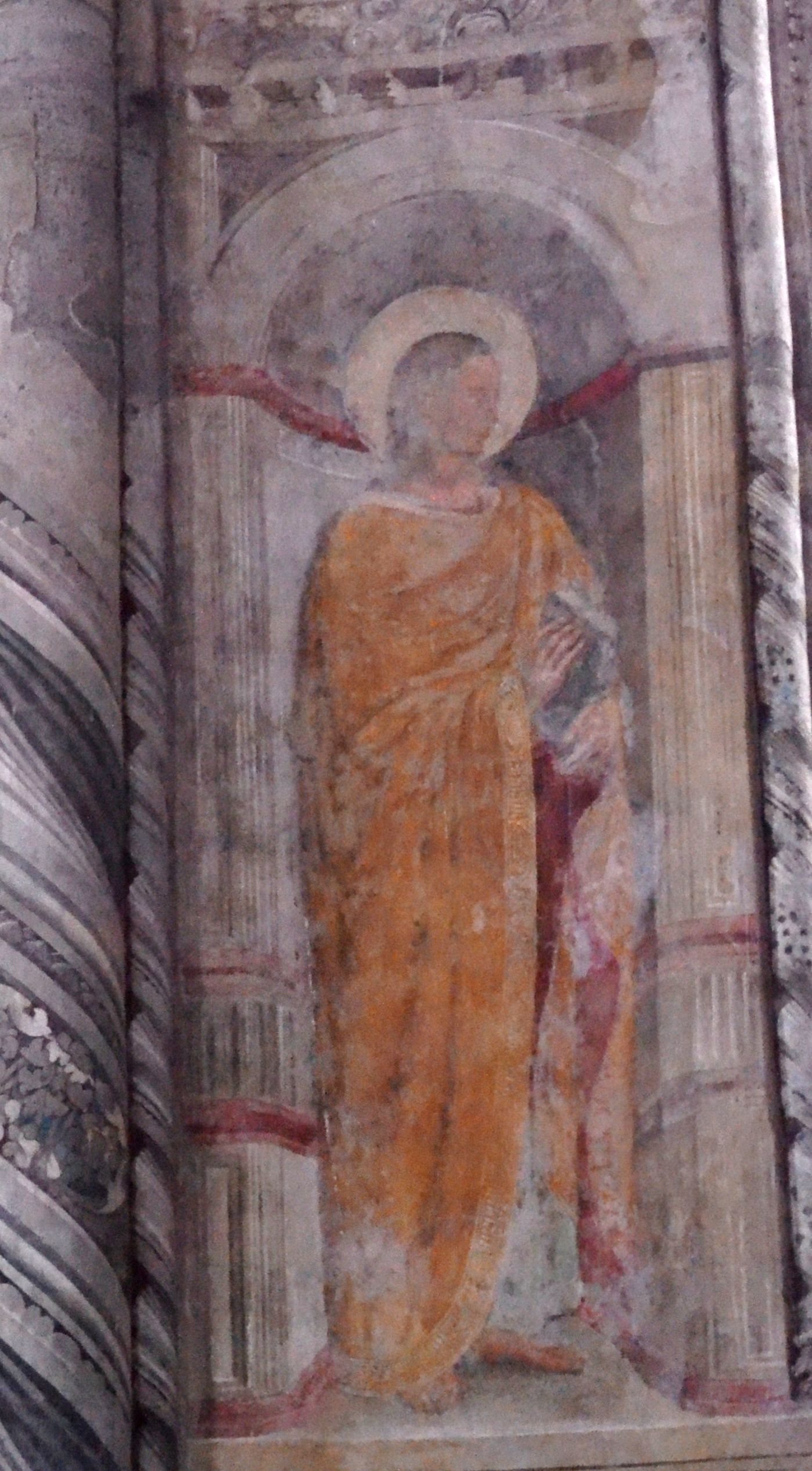
U
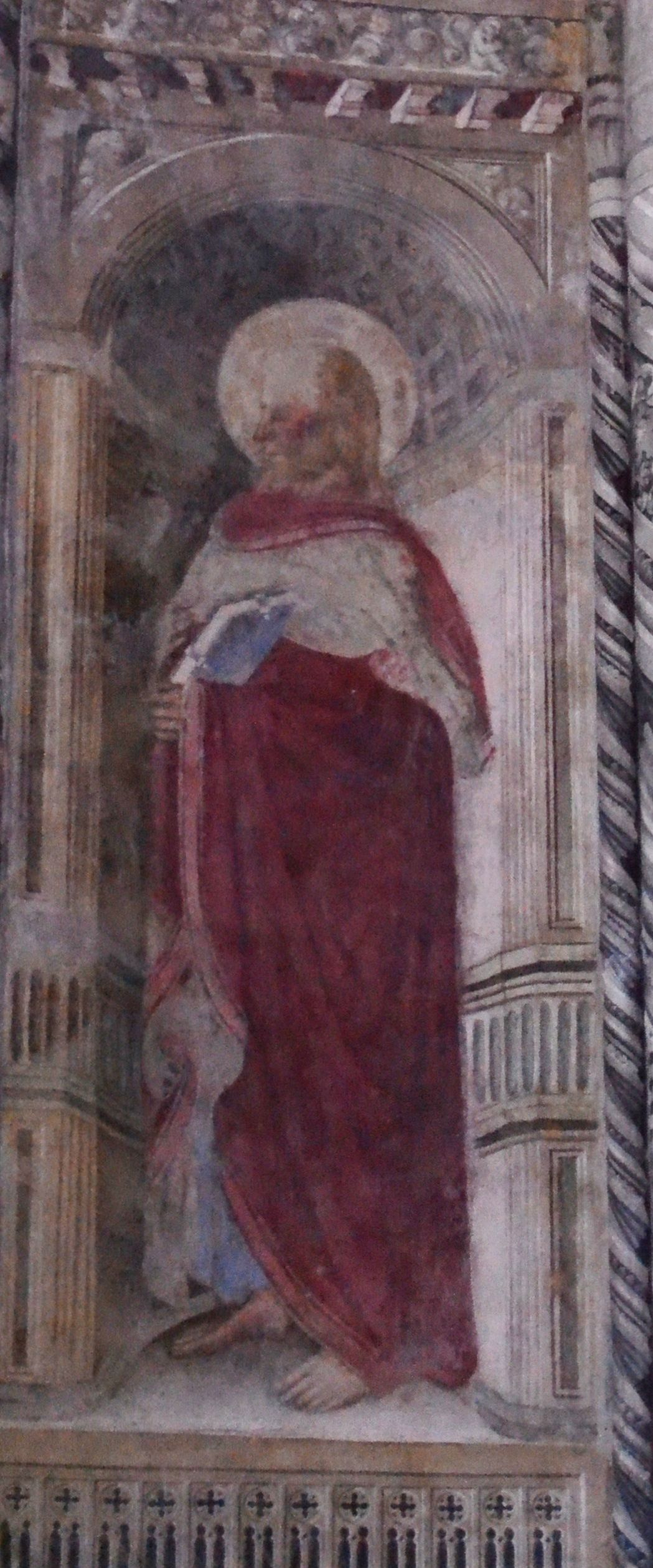
V